# Visegrád
Visegrád (németül: Plintenburg, szlovákul: Vyšehrad, szláv eredetű szó, jelentése: magas vár, fellegvár) kisváros a Közép-Magyarország régióban, Pest vármegyében, a Szentendrei járásban, a budapesti agglomerációban. Esztergomtól 25 km-re, Budapesttől 35 km-re helyezkedik el a Duna jobb partján, Nagymarossal szemben. Magyarország egyik legkisebb városa, népszerű kirándulóhely, kikötőváros. Vára, mely egy alsó várból és egy citadellából áll, kiemelkedő jelentőségű: a középkorban a magyar királyok egyik legfontosabb rezidenciája állt itt, később pedig a Visegrádi Csoport (V4) 1991-es találkozó helyeként ismert.
1323-tól, egészen 1408-ig ez volt a középkori Magyar Királyság székvárosa. A visegrádi királytalálkozó 700. évfordulója alkalmából teljes felújításra kerül sor a fellegvárnál, a királyi palotánál, a Salamon-toronynál és a völgyzáró falnál.

## Nevének eredete
Neve szláv eredetű, jelentése „magaslaton lévő vár”.

## Fekvése

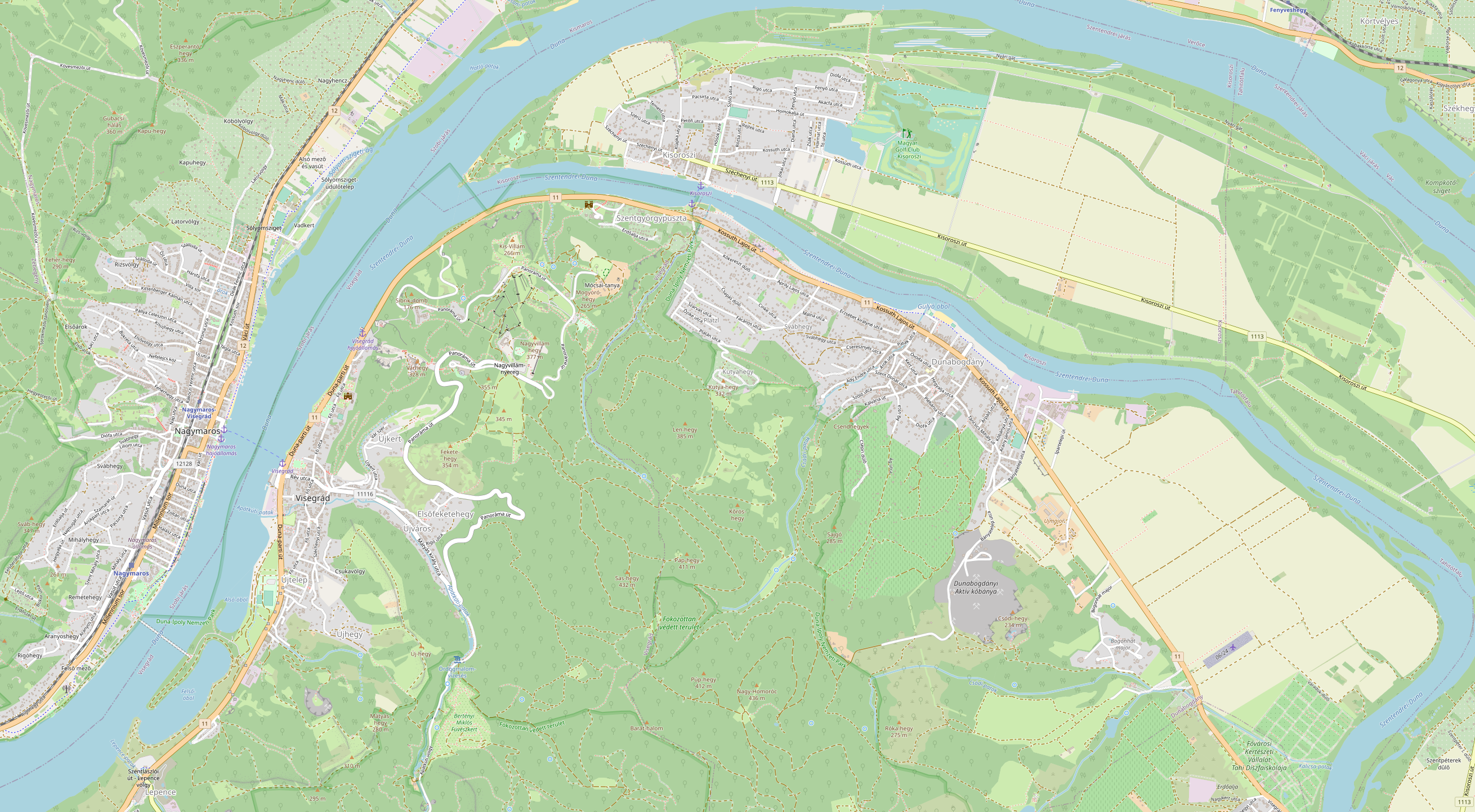
Visegrád és környékének térképe

A Dunakanyarban, a Visegrádi-szoros áttöréses völgyében, a Duna jobb partján, Budapesttől északra, légvonalban körülbelül 30 kilométerre található, a Visegrádi-hegységhez tartozó hegyek koszorújában, Nagymarossal átellenben. Határában, a kisváros központjától keletre ágazik ki a folyó főágából a Szentendrei-Duna. A település fölött emelkedő Várhegy 328 méter magas.

## Története
Visegrád kedvező adottságai és kulcsfontosságú stratégiai szerepe miatt a történelem során mindig is az érdeklődés középpontjában állt. Az emberi jelenlét legkorábbi nyomai az újkőkorba vezetnek, s a bronzkortól folyamatosan lakott terület a város és térsége.
A történelmi idők során kelták, germánok, rómaiak, avarok, szlávok lakták a Dunakanyar térségét. A rómaiak I. Constantinus római császár idején építették a Sibrik-dombon a Pons Novatus nevű castrumot (erődöt), mely a Duna menti limes legjelentősebb építménye volt. Emellett a város területén több helyen is láthatunk római emlékeket, így őrtoronymaradványokat Szentgyörgypusztán, egy i. sz. 330 körül épülhetett erőd maradványait a Gizella-majornál.

### Középkor
A magyarság letelepedésekor e terület Árpád fejedelem testvérének, Kurszánnak lett szállásbirtoka. Az első, latin nyelvű oklevél 1009-ben említi Visegrádot. Első vára a castrumra, annak köveinek felhasználásával épült, de ez a vár a tatárjárás idején elpusztult.
A mai várrendszert IV. Béla és felesége, Mária királyné kezdte el építtetni az 1250-es években, ennek részei a 328 m magas hegyen álló Fellegvár, a Várhegy alatti dombon az Alsóvár, a Duna-parton pedig a Vízibástya. Nemzetközi jelentőségűvé a 14. században, az Anjou-ház idején vált a város. Károly Róbert 1320 körül kezdte el a királyi palota építését a város főutcájában, a Duna-parthoz közeli területen.
Pár év alatt e központ lett a király székhelye, s az uralkodó kedvelt tartózkodási helye. A falak között a királyi család ellen irányuló, Zách Felicián által vezetett, sikertelen merényletről és annak véres bosszújáról szól Zách Klára híres balladája.
1335-ben történt az a híres Visegrádi királytalálkozó, amelyre Károly Róbert magyar király meghívására János cseh, Nagy Kázmér lengyel király, Károly morva őrgróf, Wittelsbach Henrik bajor és Rudolf szász herceg érkezett, s oly nagy jelentőségű egyezmény született, amely biztosította az érintett országok gazdasági függetlenségét Bécstől és a nyugati kereskedőktől.
Károly Róbert halála után fiát, Nagy Lajos királyt Visegrádon kereste fel a lengyel küldöttség, s ajánlotta fel a lengyel koronát számára. A koronázási ceremónia után a magyar Szent Korona mellett a lengyel koronát is a Fellegvár kincseskamrájában őrizte a koronaőrség.
A város a következő fénykorát Mátyás király uralkodása alatt érte meg. A király nagyszabású építkezésekbe, felújításokba kezdett: kialakult a késő gótikus részletekkel gazdagított palotaegyüttes, melynek ránk maradt emlékeit múzeumi séták során tekinthetjük meg. A reneszánsz udvarban a kor jelentős személyiségei fordultak meg, s bölcselkedtek a tudományok, a filozófia, az irodalom témájában, támogatták a művészeteket, élen jártak az újításokban. Mátyás király korában és a Jagellók korában a magyar Szent Koronát továbbra is Visegrádon őrizték. 1493 és 1497 között némai Kolos László a visegrádi vár várnagya és egyben koronaőr volt; 1497-ben még mindig a visegrádi várnagy és egyben koronaőr volt döbentei Himffy Imre mellett. Egy ekkoriban kelt okmány szerint: "Bakócz Tamás egri püspök és Szapolyai István, a Szepesföld örökös grófja, Magyarország nádora emlékezetül adjuk, hogy, mivel vitézlő döbrentei Himfl Imre, és némái Kolos László visegrádi várnagyok – akiket mi rendeltünk ki az ország Szent Koronájának őrzésére – magát a Szent Koronát hűségesen megőrizték, és a Szent András ünnepét követő szombaton (1497. december 2-án) hűségesen kezeinkhez visszaszolgáltatlak, ezért mi jelen levelünkkel tanúsítjuk, hogy ők a Szent Korona visszaszolgáltatása alól mentesek s annak minden módon eleget tettek. Kelt a nevezeti visegrádi várban, a fent írt szombaton az úr ezernégyszázkilencvenhetedik évében." II. Ulászló 1498. évi XXV. Törvénycikkben kimondta: „.. .az országnak a Szent Koronáját ne a főpapok, hanem egyedül a báró urak és világiak őrizzék." Az 1500. évi XXIII. Törvénycikk állította fel véglegesen a koronaőri kettős bizottságot, és egyértelművé tette az egyház őrzési teendőinek megszüntetését: „Az ország Szent Koronájának őrzésére a királyi felség és az összes főpapurak, bárók meg a többi országlakosok, a mikor szükséges és célszerű, mindenkor két és nem több világi urat válasszanak meg..." 1507-ben némai Kolos László a Drégely vára várnagyaként szolgált.

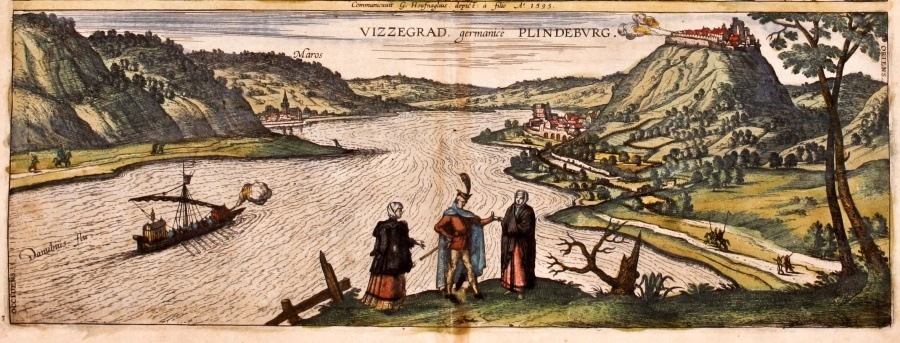
Visegrád a 16. században Hoefnagel alapján

### Újkor
1524-ben örökös nélkül elhunyt Újlaki Lőrinc herceg. Ezt követően mihályi Ládonyi Miklós, miután 1525. év elején a király sürgősen magához hívatta, Szapolyai János erdélyi vajda szolgálatába lépett és 1526 februárjától a koronaőr Szapolyai visegrádi várnagya, és egyúttal a koronaőrségben helyettese lett. Várnagyságában a másik koronaőrnek, Perényi Péternek familiárisával, Szentiványi Istvánnal osztozott, később pedig harmadikként Kövér Pállal, majd őt követően Doroszlói Jánossal. A mohácsi csatavesztés és II. Lajos magyar király halálának, a török közeledtének hírére, Szapolyai János utasítását követve, Ládonyi Miklós a Szent Koronát és a koronázási ékszereket, valamint felszerelést Trencsén várába menekítette.
A messze földről érkezők „földi paradicsomként” írták le Visegrádot. E virágzás a török időkig tartott, amikor is az ország minden tájához hasonlóan óriási hanyatlás és pusztítás vette kezdetét. A várért és városért folytatott harcokban Visegrád szinte teljesen megsemmisült. Az életben maradt emberek elbujdostak, elhagyták a lakhatatlanná lett települést. A vár megmaradt részeit 1702-ben I. Lipót osztrák császár parancsára robbantották fel.
Ebben az időben kezdték betelepíteni Visegrádot katolikus németekkel, több hullámban Bajorországból és Ausztriából érkeztek.
A település újbóli fellendülése a 19. században kezdődött: dunai gőzhajózás megindulásával, amikor is a Dunakanyar, a Pilis-Visegrádi-hegység kedvelt kirándulási célpontja lett a fővárosból induló túrázóknak. Erre az időre tehető a feltáró munkák kezdete, Viktorin József szlovák származású plébános ösztönzésére indul meg a romok feltárása és a műemlékek helyreállítása, e munkában a kor legnevesebb régészei – köztük Schulek János – vettek részt.

### 20–21. század
A királyi palota történelmi falai között 1991-ben a magyar, csehszlovák és lengyel miniszterelnök őseik példáját követve aláírásával létrehozta azt az együttműködést, melynek neve Visegrádi Négyek. (2006 őszén szintén itt, Visegrádon találkoztak a „visegrádi országok” miniszterelnökei, megünnepelve az együttműködés 15 éves sikerét.)
Ma Visegrád a hazai és nemzetközi turizmus kedvelt célpontja, az ország egyik leglátogatottabb üdülőkörzetében, a Dunakanyarban fekszik. Bár lakóinak száma kevesebb mint 2000 fő – az ország egyik legkisebb városa – nem kevesebb mint 300 ezer vendéget fogad évente.[forrás?]

## Címere
|  | „Visegrád címere egy kék mezőben található ezüst városfal, közepén egy kaputoronnyal. A nyitott kapuban kék mezőben arany liliom található, a városfal felett zöld hegyen kéttornyú ezüst vár, a tornyok között palotaépülettel. A jobb oldali torony mellett álló épület homlokzatának csúcsán a kapuban lévővel megegyező méretű és megformálású arany liliom található. A város mai címere Visegrád 14. század végéről származó – 15. századi lenyomatokból ismert – kisebbik pecsétjének ábrázolása nyomán készült. A pecsétkép egy »beszélő« kép, a hegyen álló várat ábrázol, ami megfelel a »magasabb vár« jelentésű szláv »Visegrád« helynévnek, és a város ugyanilyen jelentésű 14. századi latin nevének, az »Altum Castrumnak«.” |

## Közélete

### Polgármesterei
- 1990–1994: Hadházy Sándor (független)[11]
- 1994–1998: Hadházy Sándor (független)[12]
- 1998–2002: Hadházy Sándor (Fidesz)[13]
- 2002–2006: Hadházy Sándor (Fidesz)[14]
- 2006–2010: Hadházy Sándor (Fidesz-KDNP)[15]
- 2010–2012: Abonyi Géza (független)[16]
- 2012–2014: Félegyházi András (független)[17]
- 2014–2019: Félegyházi András (független)[18]
- 2019–2024: Eöry Dénes (független)[19]
- 2024– : Eőry Dénes (független)[1]

A településen 2012. május 6-án időközi polgármester-választást (és képviselő-testületi választást) tartottak, az előző képviselő-testület önfeloszlatása miatt. A választás négy polgármesterjelöltje között a hivatalban lévő településvezető is elindult, de csak a második helyet érte el.

## Népesség
A település népességének változása:
| Lakosok száma | 1795 | 1783 | 1841 | 1847 | 1794 | 1789 | 1793 |
|               | 2013 | 2014 | 2018 | 2021 | 2022 | 2023 | 2024 |

A 2011-es népszámlálás során a lakosok 85,5%-a magyarnak, 14,7% németnek, 0,7% lengyelnek, 0,3% románnak, 0,2% szlováknak mondta magát (14,3% nem nyilatkozott; a kettős identitások miatt a végösszeg nagyobb lehet 100%-nál). A vallási megoszlás a következő volt: római katolikus 56,1%, református 7,5%, evangélikus 0,9%, görögkatolikus 0,3%, felekezeten kívüli 9% (25,4% nem nyilatkozott).
2022-ben a lakosság 89,2%-a vallotta magát magyarnak, 7,9% németnek, 0,5% szlováknak, 0,4% ukránnak, 0,4% románnak, 0,4% cigánynak, 0,1-0,1% szlovénnek, szerbnek, örménynek, horvátnak, lengyelnek és görögnek, 3,2% egyéb, nem hazai nemzetiségűnek (10,4% nem nyilatkozott; a kettős identitások miatt a végösszeg nagyobb lehet 100%-nál). Vallásuk szerint 46,1% volt római katolikus, 7,4% református, 0,9% evangélikus, 0,8% görög katolikus, 0,2% izraelita, 0,2% ortodox, 1,9% egyéb keresztény, 1% egyéb katolikus, 6,9% felekezeten kívüli (34,3% nem válaszolt).

## Gazdaság
- Idegenforgalom, erdőgazdálkodás.

## Nevezetességei

### Római erőd, Árpád-kori ispáni vár

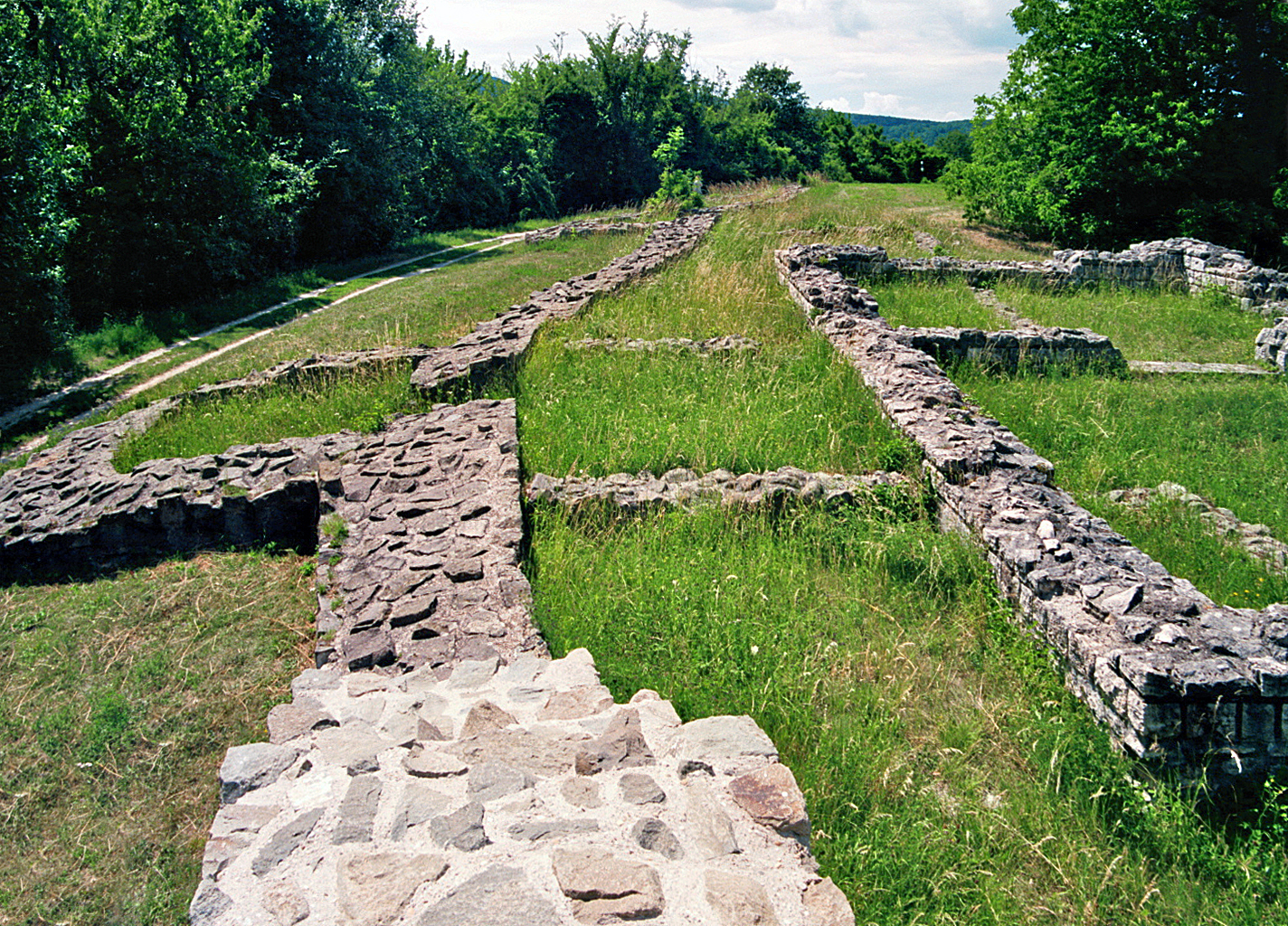
A római korban épült Pone Navata nevű erőd maradványai a Sibrik-dombon

A Duna fölé magasodó dombon a 4. század első felében épült fel a Pone Navata nevű római erőd. A nagyjából háromszög alakú erődítményt U alakú és legyező alakú tornyok védték. A katonák kaszárnyái a falak mentén álltak. A 4. század végén a Duna felőli oldalon egy nagy, négyzetes alaprajzú torony, a "Praetorium" (parancsnokság) épülete készült el. Az 5. században a rómaiak kiürítették az erődöt, a helyükre rövid időre germánok költöztek, majd az épület lakatlanná vált. A magyar államalapítás idején a falakat kijavították, és a megyés ispán költözött ide. Ekkor kapta a vár a Visegrád nevet. A 11. század közepén épült fel a falak között az ispán kőháza. 1081 és 1083 között ebben a várban tartotta Salamon királyt őrizet alatt I. (Szent) László. A vár a 12. században elvesztette jelentőségét, majd 1242-ben, a tatárjárás idején pusztult el.

### Fellegvár

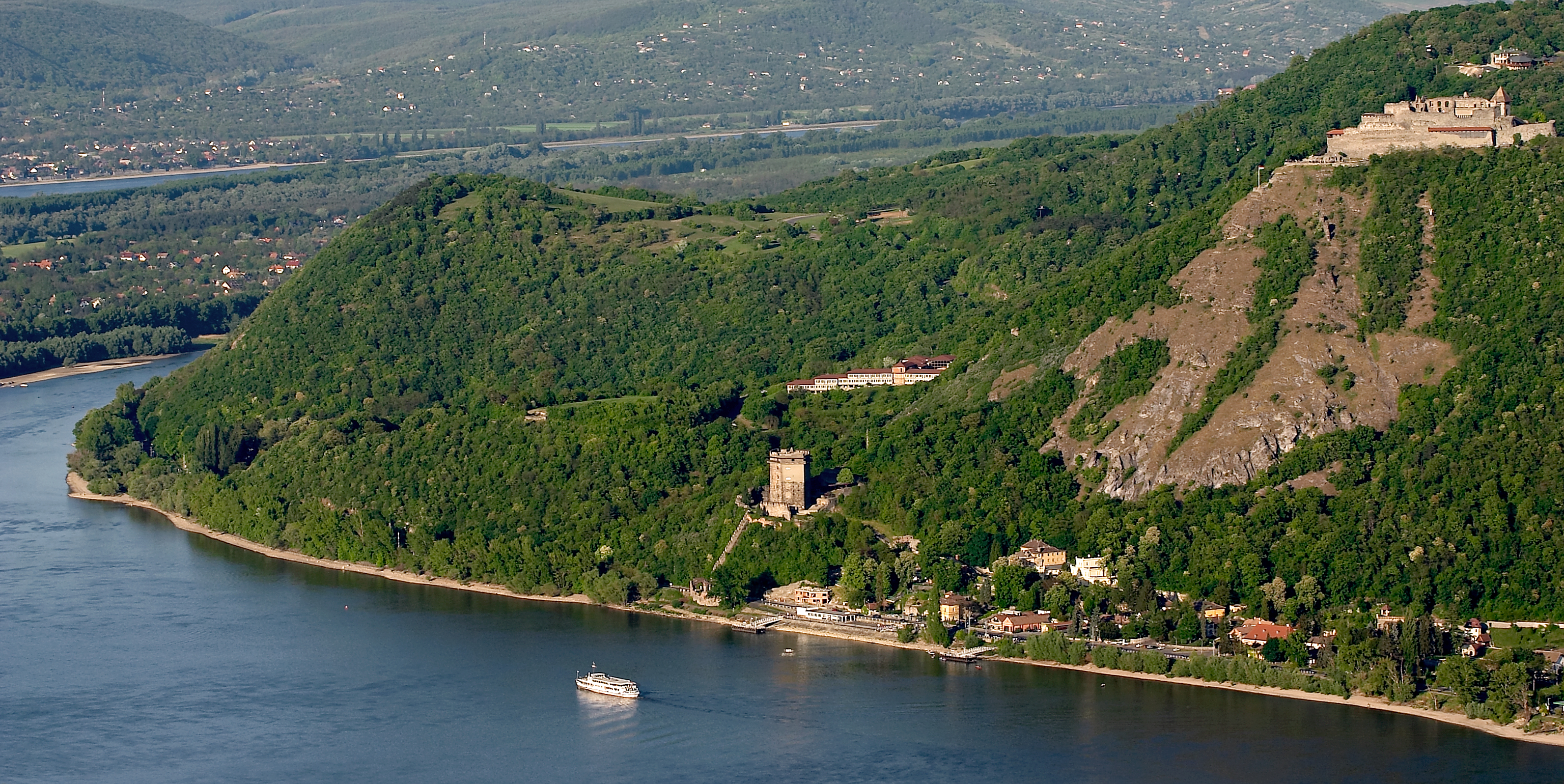
A Salamon-torony és a Fellegvár

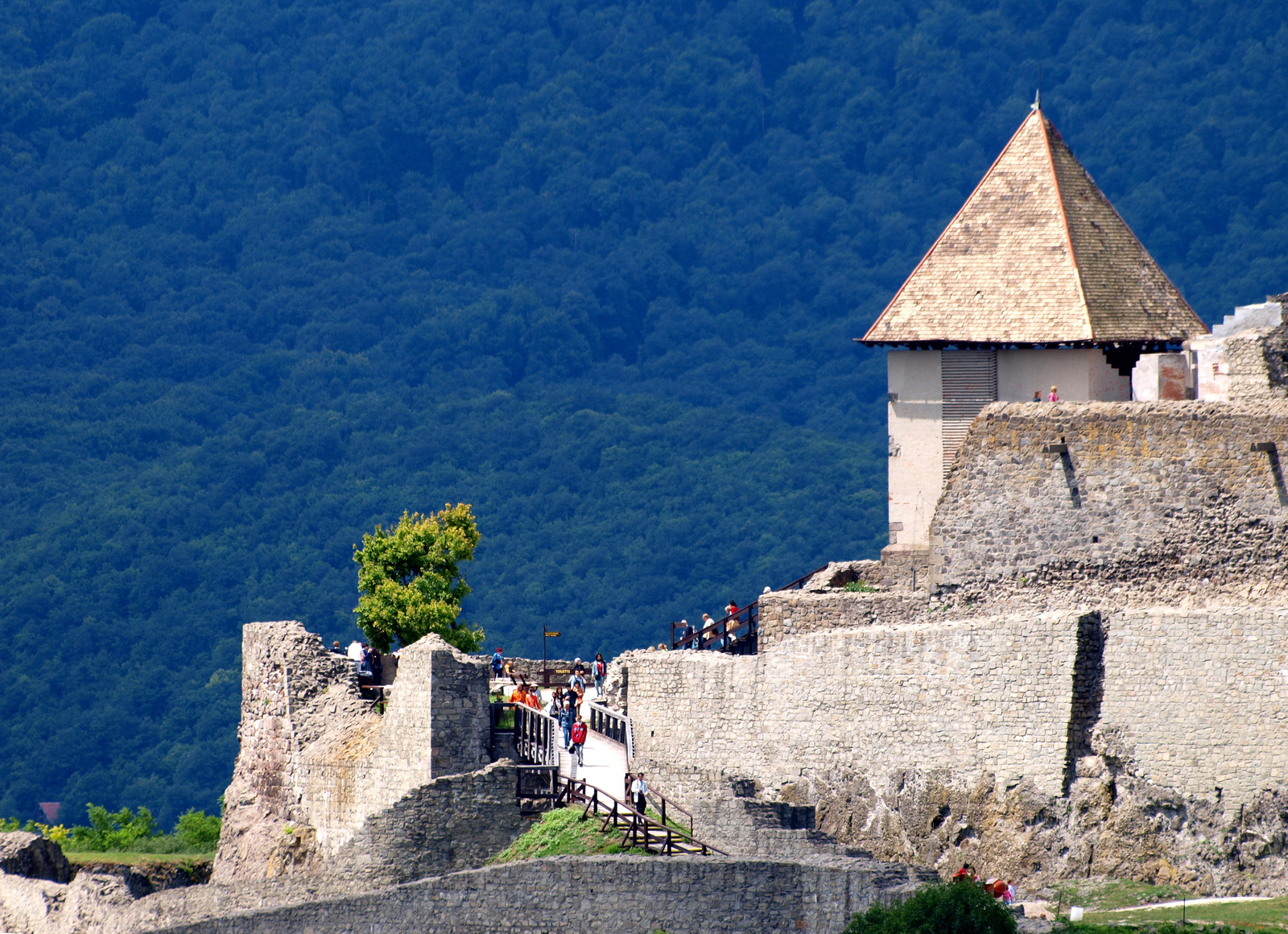
A fellegvár

A Várhegy tetején a kora vaskorban már létezett egy erődített település. Ennek a helyére a tatárjárás után IV. Béla felesége, Mária királyné építtette fel az új visegrádi várat. A háromszög alaprajzú 13. századi fellegvárat három torony védte. A 14. század első felében Károly Róbert egy külső várfalövvel bővítette ki, a belső várban pedig palotaszárnyakat emelt. Fia, I. Lajos folytatta az építkezéseket, majd 1400 körül Zsigmond király felépíttette a harmadik falövet a külső kaputoronnyal. Az ő idejében épülhetett fel a belső várban az asszonyház. Mátyás király a vár palotaszárnyait teljesen felújíttatta. Feltehetően már az Anjouk idején a visegrádi fellegvárban őrizték a magyar koronázási jelvényeket. Ezek őrzőhelye hosszabb-rövidebb megszakításokkal 1529-ig ebben a várban volt. 1490-től a fellegvár a koronaőrség kezében volt. A vár az 1540-es évek háborúiban súlyos károkat szenvedett. 1544-ben török kézre került, 1595 és 1605 között a keresztényeké, majd 1684-ig újra a törököké lett. 1684-ben a keresztény seregek visszafoglalták, de rövid idő múlva a törökök sikeresen megostromolták, ám ekkor már olyan rossz állapotban volt, hogy katonai célra alkalmatlannak ítélték, és elhagyták. Azóta rom. Régészeti feltárása és műemléki helyreállítása 1871 óta több szakaszban készült el.

### Salamon-torony

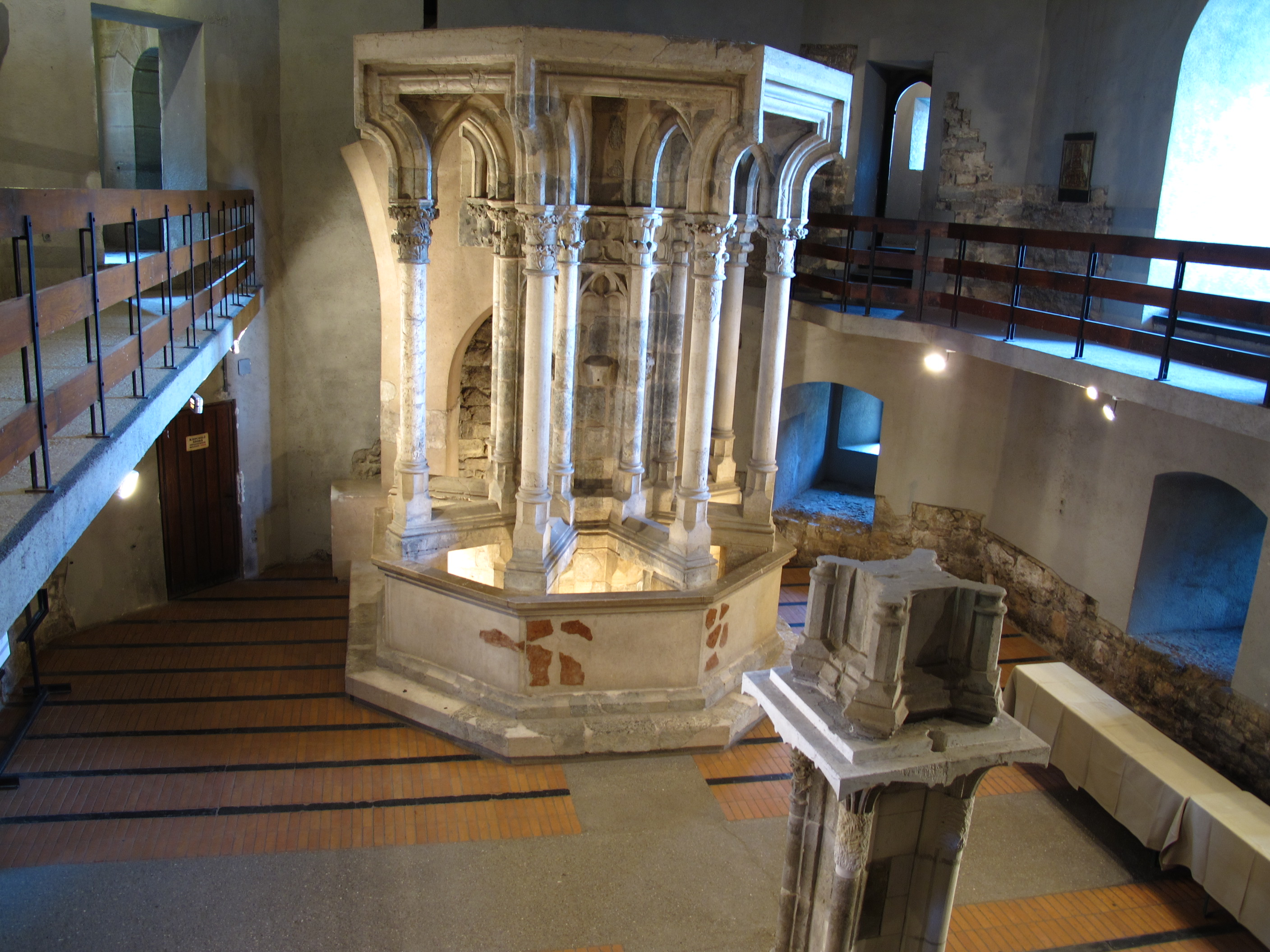
A visegrádi királyi palota gótikus díszkútja a Salamon-toronyban

A fellegvárat a Dunával összekötő völgyzárófalak, valamint a falakon áthaladó egykori országutat védő kapuk és a nagy lakótorony (amit a 11. századi magyar királyról tévesen Salamon-toronynak neveznek) a 13. század közepén épült fel. Az alsóvár a fellegvárral egységes védelmi rendszert képezett. I. Károly magyar király korában a hatszögletű lakótornyát átépítve királyi szálláshellyé alakították. A torony köré ekkor épült ki a belső várfalöv. Miután 1490-től a fellegvár a koronaőrség kezére került, az alsóvár a királyi várnagy felügyelete alatt maradt, a lakótornyot ekkor raktárnak használták. 1540-ben I. Ferdinánd katonái rombolták le a lakótorony déli sarkát. A török hódítás után a török település az alsóvár falai közé költözött. A török háborúk után elhagyatott várrom feltárását Viktorin József kezdeményezésére 1871-ben Henszlmann Imre kezdte meg. A lakótorony helyreállítását Schulek Frigyes tervezte. Pénzhiány miatt a munka hamar félbeszakadt és csak az 1920-as években folytatódott. A torony mai formáját az 1959 és 1964 között Sedlmayr János tervei szerint végzett modernista helyreállítás során kapta. Ma a lakótoronyban a Mátyás Király Múzeum kiállításai láthatóak, a visegrádi királyi palota gótikus díszkútja, Mátyás király visegrádi szobrászműhelye és Visegrád története.

### Királyi palota

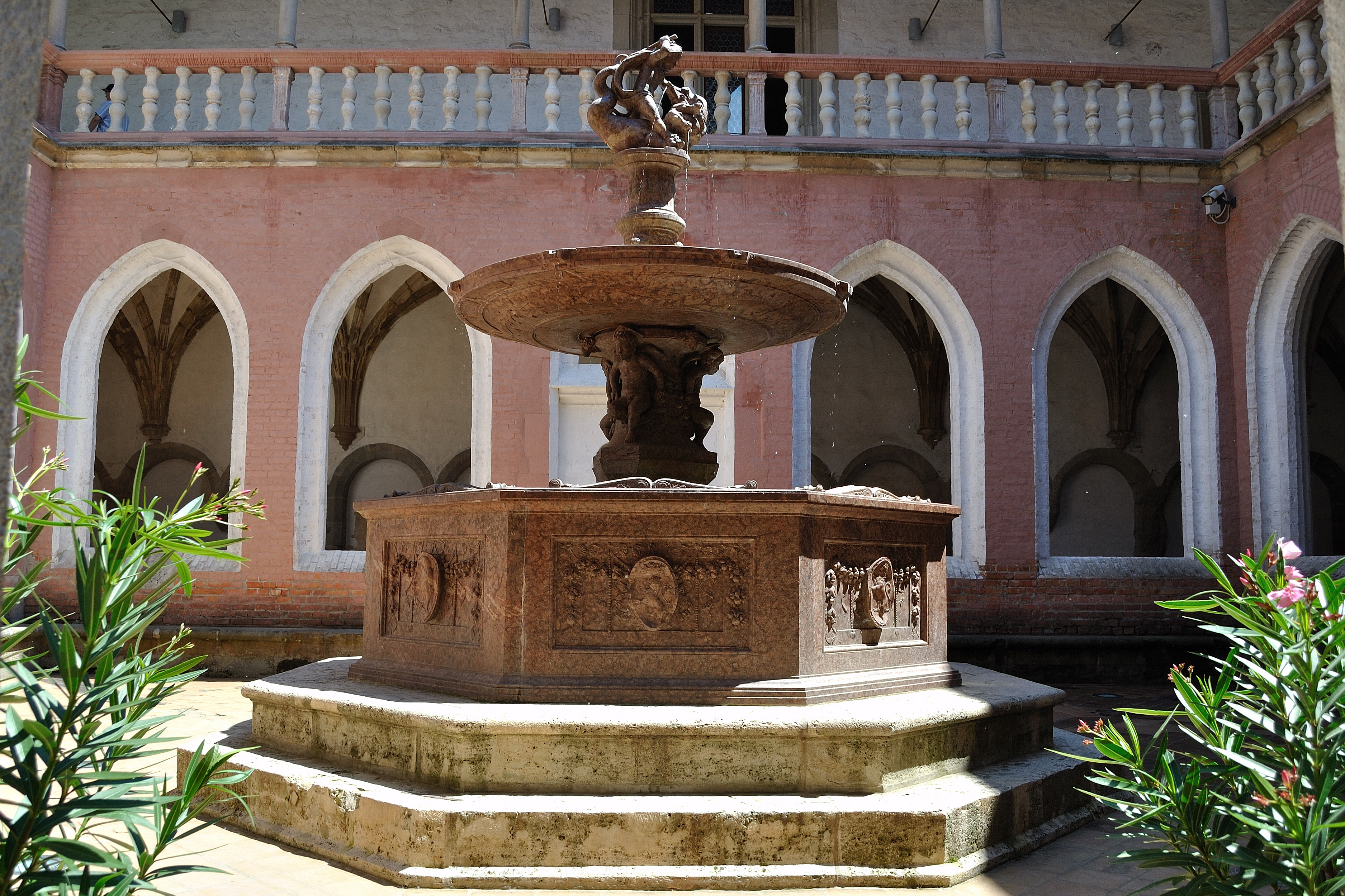
A visegrádi Királyi palota Herkules kútja, háttérben a palota loggiája, a kút szerepel a magyar 1000 forintos bankjegy hátoldalán

1323-ban Károly Róbert Visegrádra helyezte székhelyét és a városban egy királyi házat építtetett, amelyet először az 1330-as, Záh Felicián által, a királyi család ellen megkísérelt merénylet színhelyeként említ a Képes krónika. A királyi házat I. Lajos bővítette ki több lépésben palotává. A ma romjaiban álló épület a 14. század utolsó negyedében épült, részben még I. Lajos, részben már Zsigmond király uralkodása alatt. A 123 m x 123 m-es, szabályos elrendezésű palotához észak felől kert, dél felől a Zsigmond által 1424-ben, a régebbi királyi kápolna helyén alapított ferences kolostor csatlakozott. 1405 és 1408 között Zsigmond a székhelyét Visegrádról Budára helyezte át, a visegrádi palota ettől kezdve vidéki rezidenciává vált. 1476 és 1484 között Mátyás király a palotát késő gótikus stílusban felújíttatta. Az épület egyes részein reneszánsz elemek is megjelentek, a Herkules-kút és a Múzsák-kútja, a díszudvar loggiája, a kápolna orgonakarzata és oltárai. Ezek az első emlékei az Alpokon túli Európában az itáliai reneszánsz stílusnak. A palotát az 1544-es török hódítás után elhagyták, így az épület rommá vált. Romjait a 18. században lebontották. Feltárása 1934-ben indult meg, és napjainkban is tart. Műemléki helyreállítása során az egykori királyi lakóépület és a kert helyreállítása készült el. Ma az épületben a Mátyás Király Múzeum kiállításai láthatóak, a királyi palota története és rekonstruált enteriőrjei.

### Római katolikus templom
Keresztelő Szent János római katolikus templom. Épült az 1700-as évek második felében barokk stílusban. Az egyhajós, egytornyú, boltozatos belső terű templom főoltárát – a budavári Zsigmond-kápolnából származó – szép színhatású oltárkép díszíti.

### Visegrád-Lepence: Zsigmondy Vilmos Gyűjtemény
A Vízkutató és Fúró Rt. lepecei telephelyén található a Zsigmondy Vilmos és Zsigmondy Béla, a magyar kútfúrás úttörői című gyűjtemény.

### Strand
Visegrád-Lepencei Strandfürdő. A strand 1977-ben nyílt meg, hamar népszerű lett. Területéről nagyszerű kilátás nyílt a Dunakanyarra. Teraszosan kiépített medencéit termálvízzel töltötték fel. Jellegzetes, még ma is látható, félköríves betonelemekkel megkoronázott felső termálmedencéin kívül egy 30 méteres feszített víztükrű medence és gyermekmedence is rendelkezésre állt. Sajátos retró hangulatáért sokan keresték fel egészen a terület eladásáig. 2000-ben a Castrum Visegrád Kft. bérelte, majd vásárolta meg a területet. 2001-ben helyi népszavazást tartottak arról, hogy a strandfürdő újra önkormányzati kezelésbe kerülhessen. A népszavazáson a lakosok 30 százaléka vett részt, 84 százalékuk az eredeti állapot helyreállítása, vagyis az önkormányzati tulajdonba történő visszavétel mellett döntött. A népszavazás értelmében az önkormányzat pert indított az elidegenítés semmissé tételéért, de a pert elvesztette. A kft. 2010-ben csődöt jelentett, a CIB Bank jelzálogjogot jegyzett be a területre. A strand egykori műtárgyaiból a látványbeton-kávákon kívül semmi nem maradt.

### Erdődi-Pálffy-Daun kastély
1890 körül épült késő romantikus nyaraló, egykor a Pálffy család tulajdona. Az 1950-es évekbeli államosítást követően szakszervezeti üdülő volt, a rendszerváltás után pedig a Fővárosi Önkormányzat nyaralójaként funkcionált. Jelenleg használaton kívül áll. 2016 óta eladásra hirdetik.

### Görgey-villa
1874 után után épült a hajókikötő felett. Panzió üzemel benne.

### Latinovits-Gundel kúria Szentgyörgypusztán
Az 1900-as években épült a Kisoroszi Szigetcsúccsal szemben, a visegrádi Várkertben, a Panoráma út torkolatánál. Az 1960-as évektől a rendszerváltásig pedig gyermekszanatóriumként használták. 2007 óta eladásra hirdetik. Állapota folyamatosan romlik.

### Patkó villaSzentgyörgypusztán
Társadalmi munkában épült az 1960–1970-es években Gobbi Hilda színművész számára. 2010-2015 között volt látogatható.

### Szobrok, emlékművek

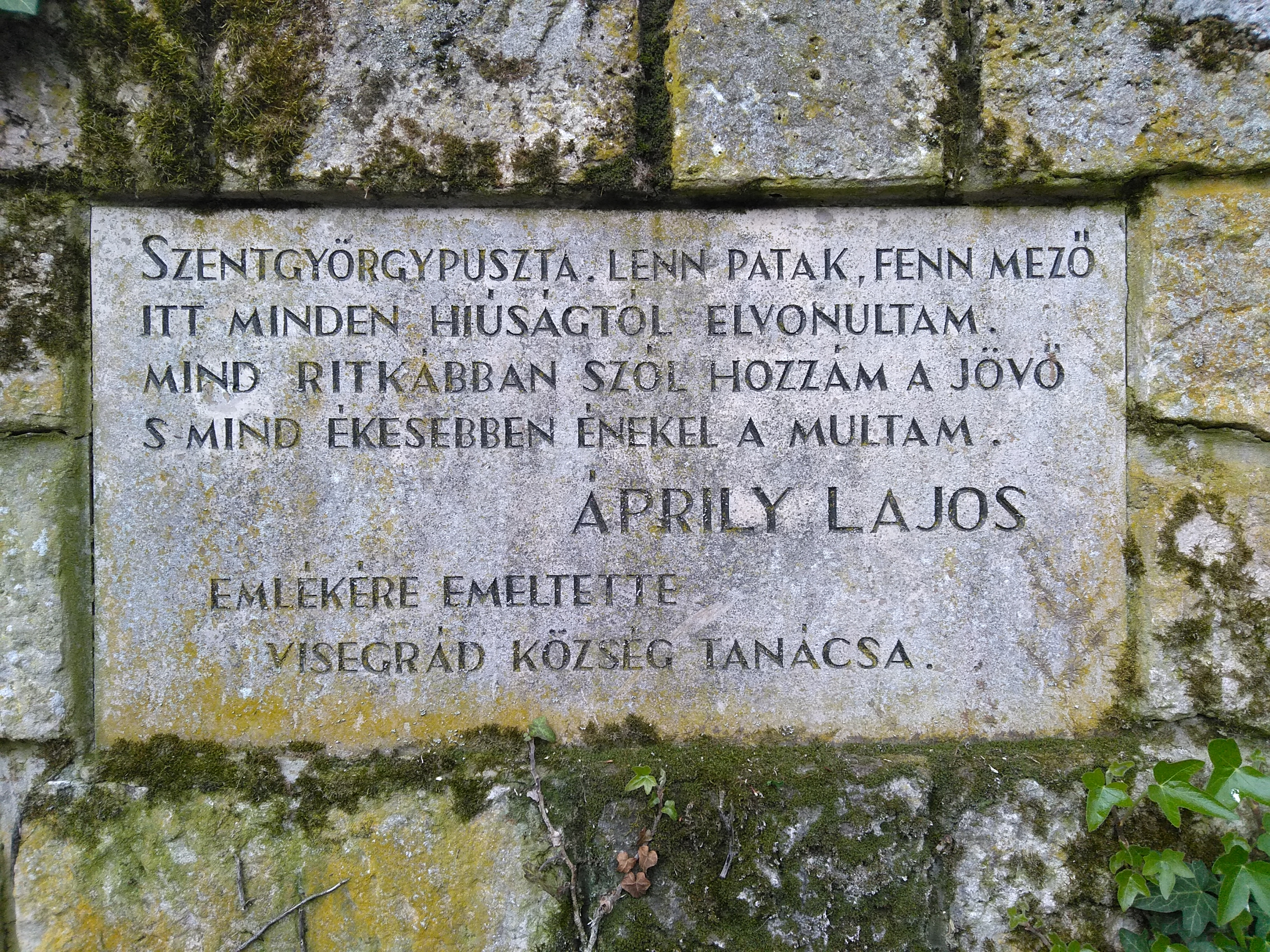
Áprily Lajos emléktábla Szentgyörgypusztán

Áprily Lajos költő mellszobra a Nagy Lajos utca és a Zách Klára utca közötti kis téren.
Mátyás király-emlékmű a 11-es út mellett.
Turul-szobor.

## Közlekedés

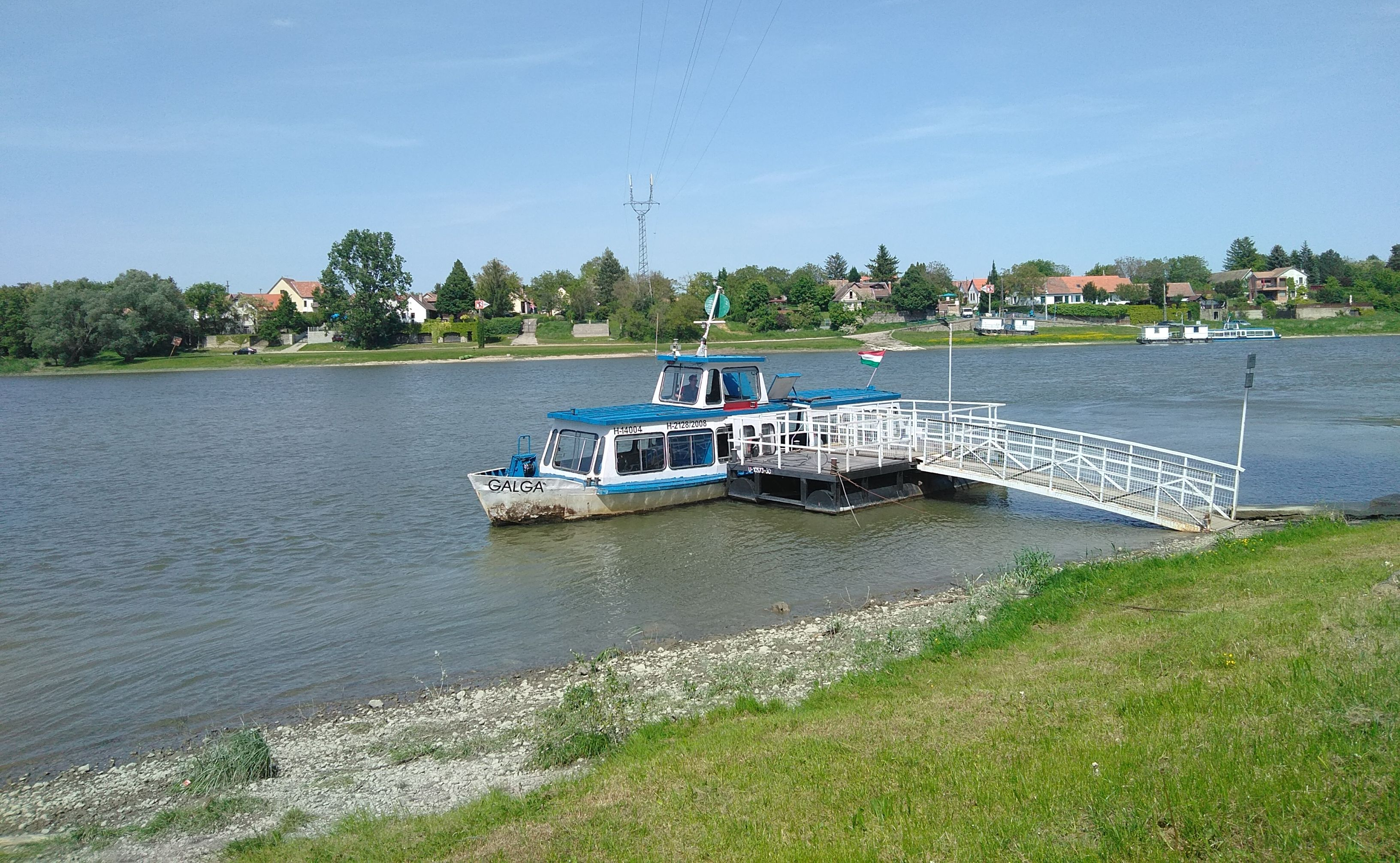
A Kisoroszi és Visegrád között ingázó komp vár indulásra a szentgyörgypusztai kikötőben

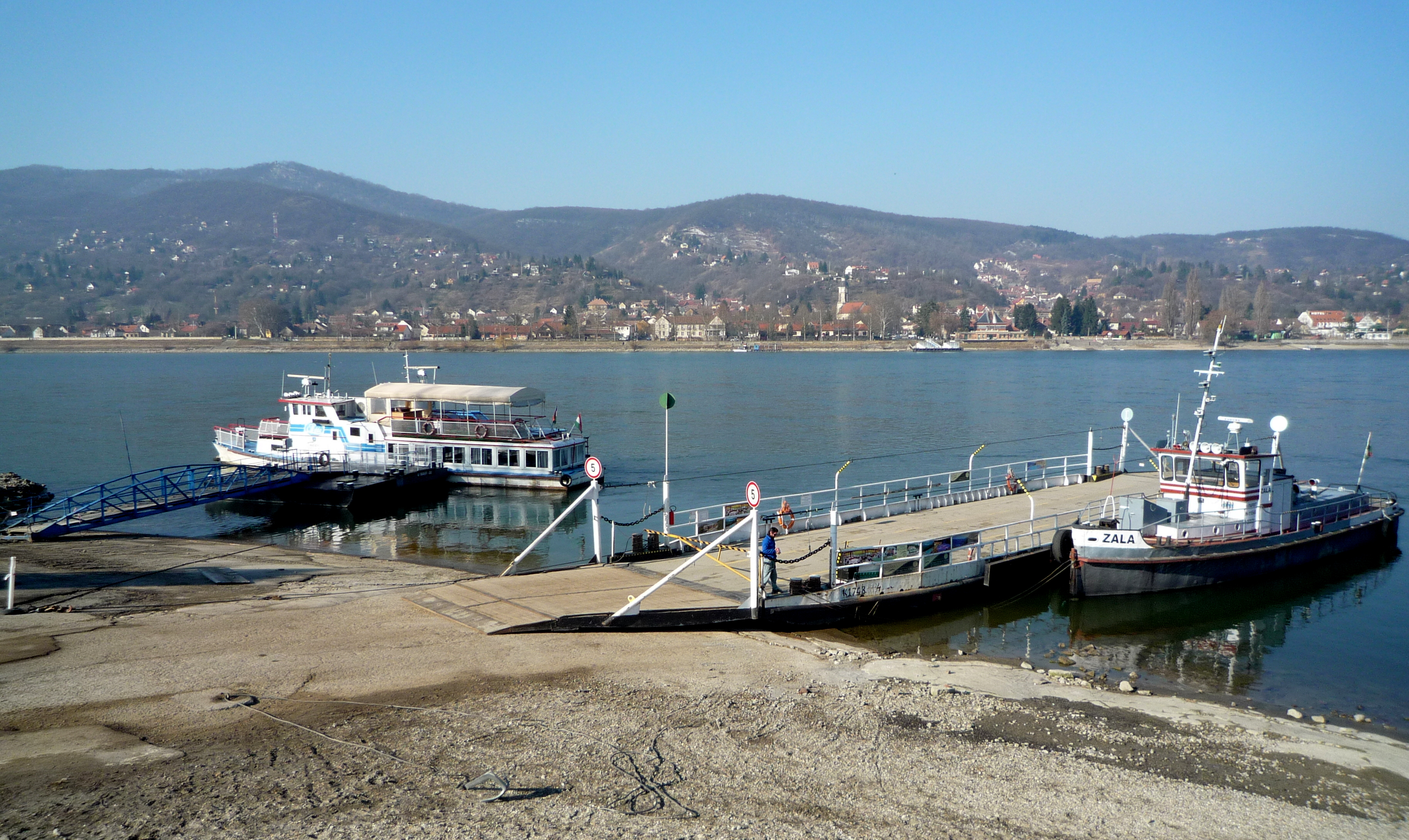
A Nagymaros és Visegrád között ingázó komp vár indulásra a visegrádi kikötőben

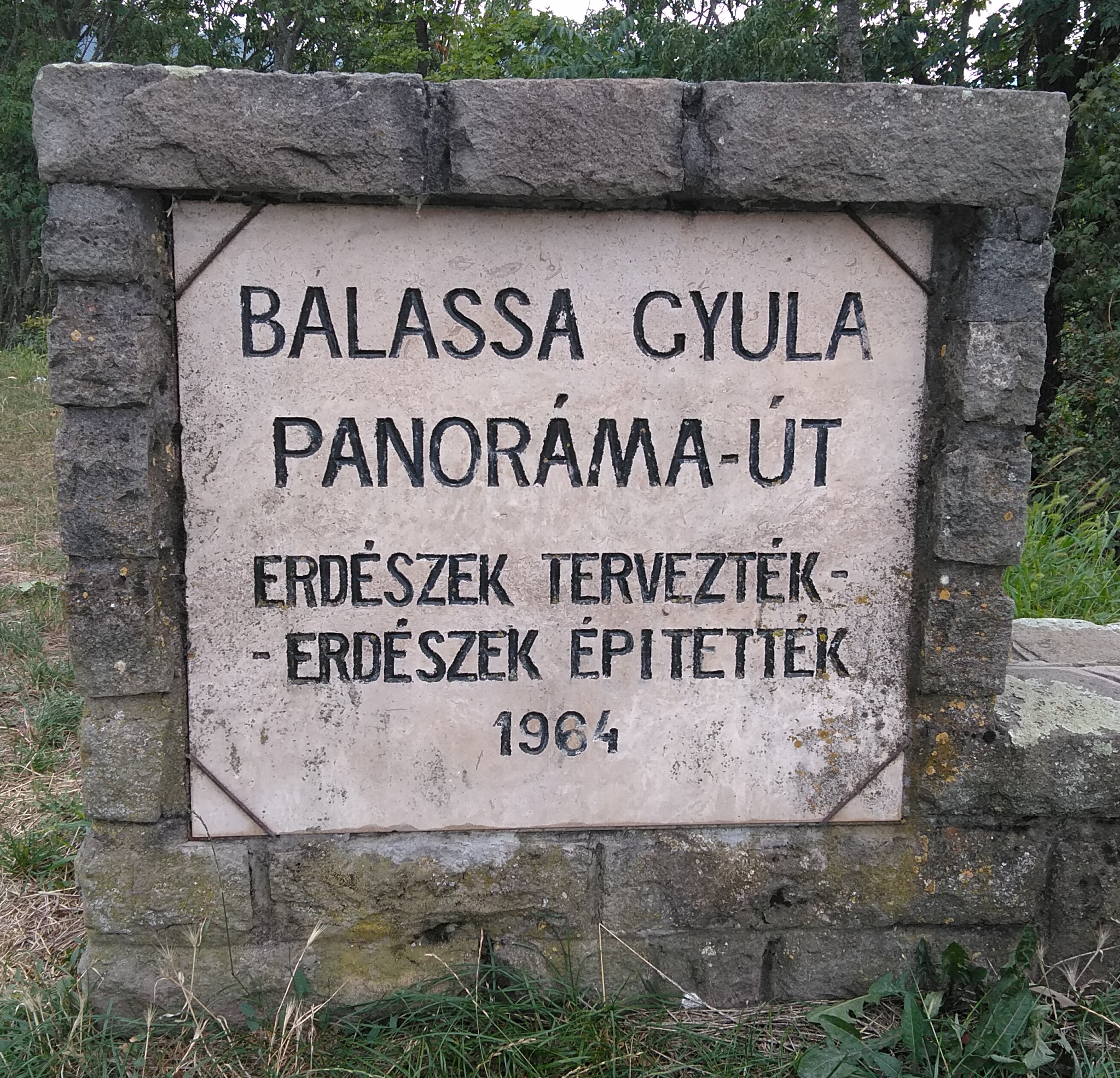
Emléktábla a Panoráma út kiépítéséről a 4-es kilométerkőnél (ahol az útról a legszebben látható a Duna Visegrád és Nagymaros közötti szakasza)

### Közúti
A Budapest-Visegrád távolság a 11-es főúton 42 kilométer. Szentgyörgypuszta városrész felől érkezve a Vízibástya 1938-ban emelt kapuja jelzi a történelmi településmag határát. A főút Duna-parti elkerülő szakasza 1963-ra készült el. Addig a Fő utcán haladt a korabeli szerényebb mértékű forgalom. A 11-esen kívül megközelíthető a település a Szentendre északi részén kiinduló és a Visegrádi-hegység magaslatai között végigkanyargó 1116-os úton is. A területén három útszakasz számozódik még országos közútként: az 1964-ben épült 11 116-os a Fellegvárhoz és a Nagy-Villám-hegy sípályáihoz vezet, a nagymarosi kompátkelőt a 11 321-es, a kevésbé forgalmas kisoroszi révet pedig a 11 318-as számú mellékút szolgálja ki.

### Autóbusz
A Volánbusz 880-as, 882-es, 883-as és 889-es számú járatai a budapesti Újpest-Városkapu autóbusz-állomás és Esztergom között óránként, a visegrádi betétjáratokkal együtt csúcsidőben átlagosan félóránként közlekednek.

### Vízi
A nyári szezonban a MAHART-Passnave kirándulóhajói a budapesti Vigadó téri hajóállomásról naponta többször indulnak a Dunakanyar térségébe. Nagymarosra és Kisorosziba pedig egész évben komp jár át.

### Vasúti
Visegrád vonattal csak a Duna bal partján, a Budapest–Szob-vasútvonalon elhelyezkedő Nagymaros-Visegrád megállóhelyen közelíthető meg. (A Z70-es zónázó személyvonatokhoz igazítottan óránként induló kompjárattal átkelve érhető el és ez a leggyorsabb összeköttetés a fővárossal.)

## Neves személyek
- Itt hunyt el 1386. február 24-én II. Károly magyar király.
- A visegrádi Fellegvárban élt Kottanner Jánosné, Luxemburgi Erzsébet királyné udvarhölgye. 1440. február 20-ról 21-re virradó éjszaka a királyné utasítására ő lopta el az ott őrzött szent koronát azért, hogy a királyné születendő gyermekét, a későbbi V. Lászlót megkoronázhassák.
- 1867 után itt élt Görgei Artúr.
- Vitéz János, Janus Pannonius nevelője itt raboskodott.
- Szentgyörgypusztán, a róla elnevezett völgyben élt és alkotott Áprily Lajos költő, műfordító. Az egyik leszármazottja, Péterfy László szobrászművész, festő is itt telepedett le.[26]

## Az irodalomban
- Visegrád a fő helyszíne Bogáti Péter Halló, itt Mátyás király című regényének.[27]
- Visegrád a fő helyszíne Örkény István Nézzünk bizakodva a jövőbe című egyperces novellájának.
- Az 1970-1971 között épült Hotel Silvanus[28] az egyik, érintőlegesen említett helyszíne Mattyasovszky Jenő Hód és az elárult ügynök című bűnügyi regényének.

## Testvérvárosai
- Obergünzburg, Németország (1995 óta)[29]
- Lanciano, Olaszország (2006 óta)[30]
- Parajd, Románia (2009 óta)[31]

## Galéria

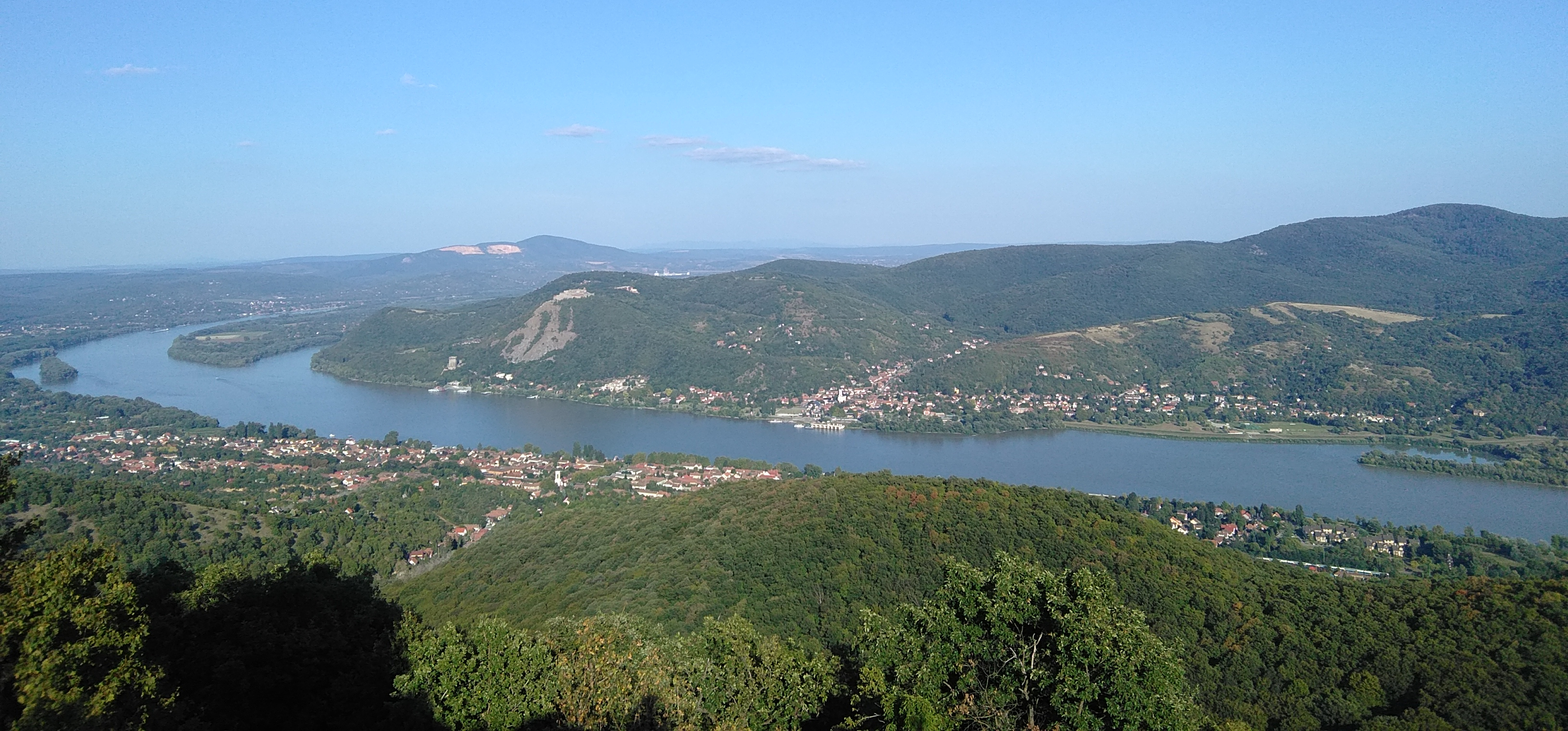
Nagymaros és Visegrád a Julianus-kilátóból
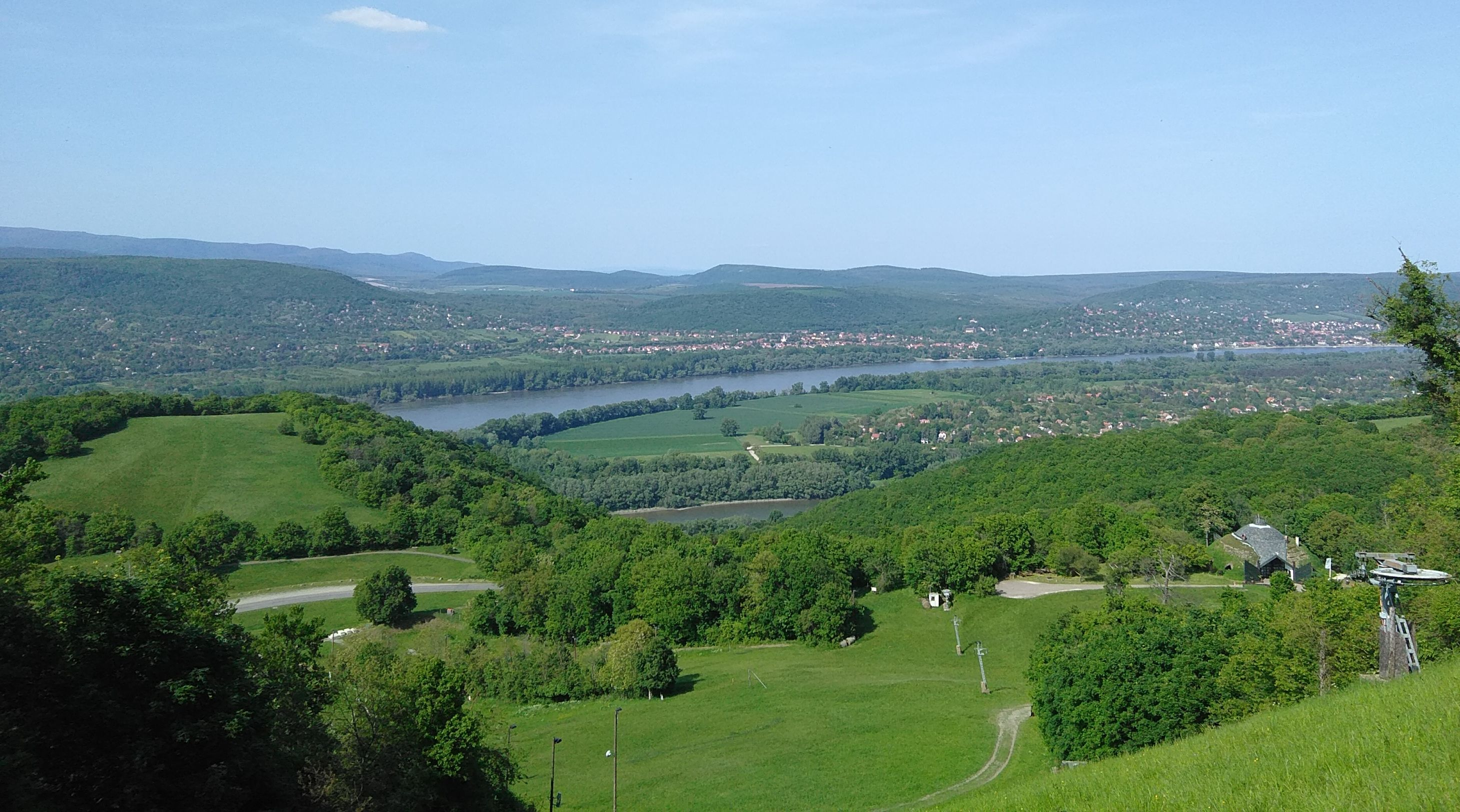
Kisoroszi Szigetcsúcs a visegrádi Nagy-Villám-hegyről (távolabb Kismaros és Verőce)
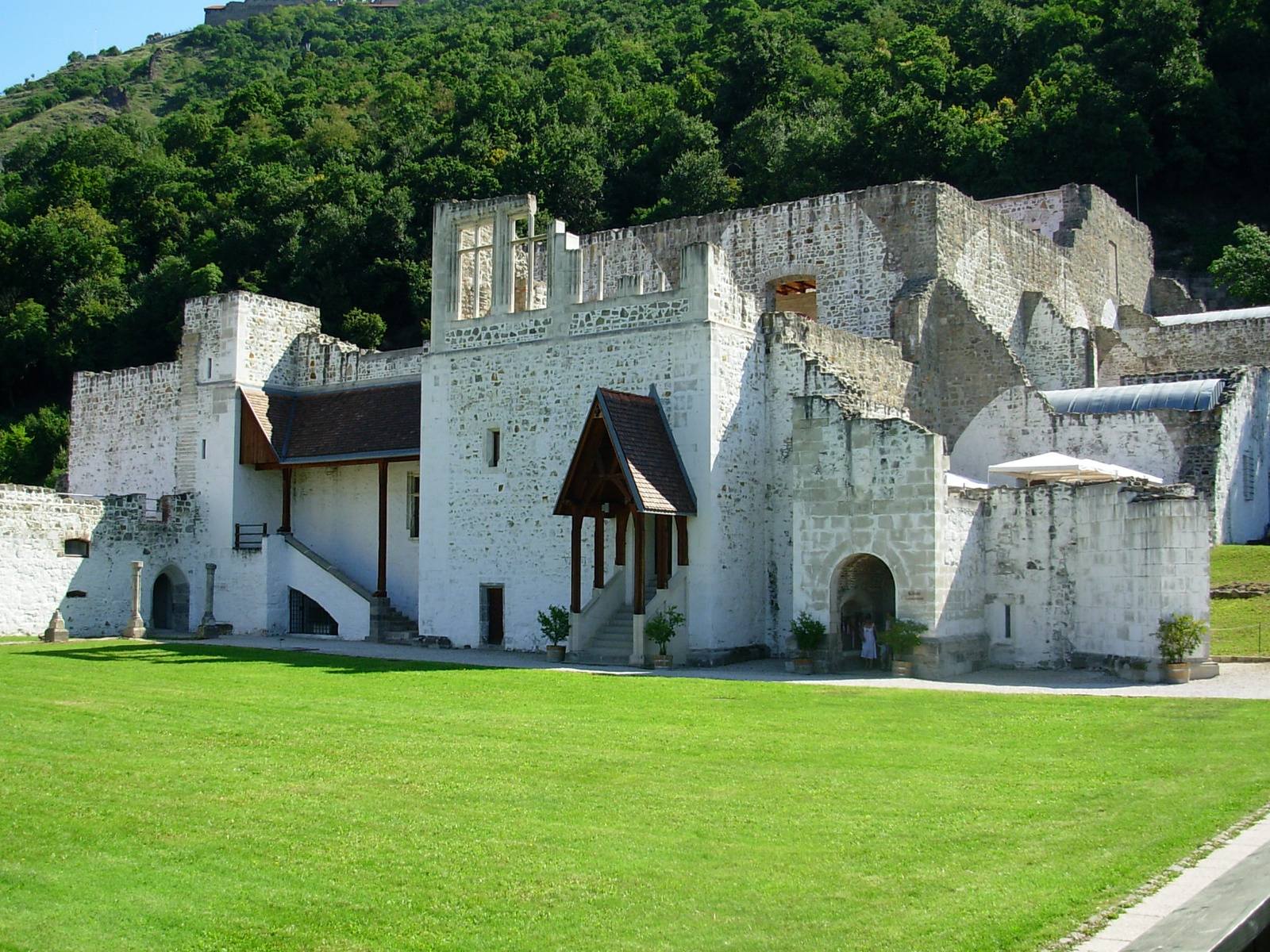
A Királyi palota romjai
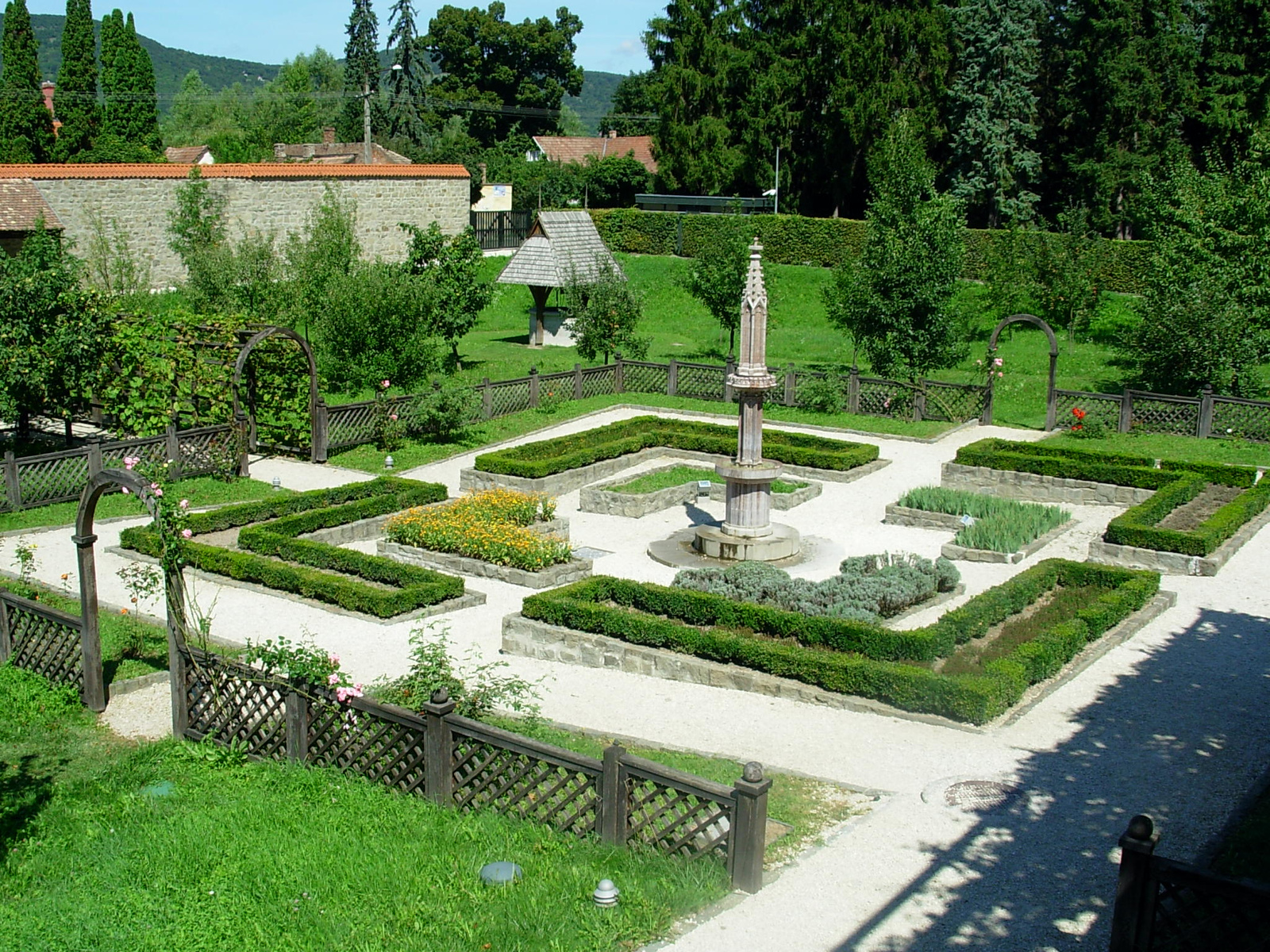
A palota kertje (részlet)
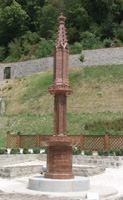
Kerti kút
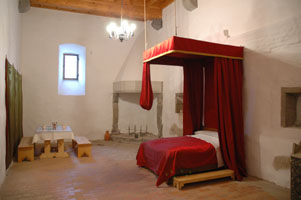
Zsigmond-kori szoba
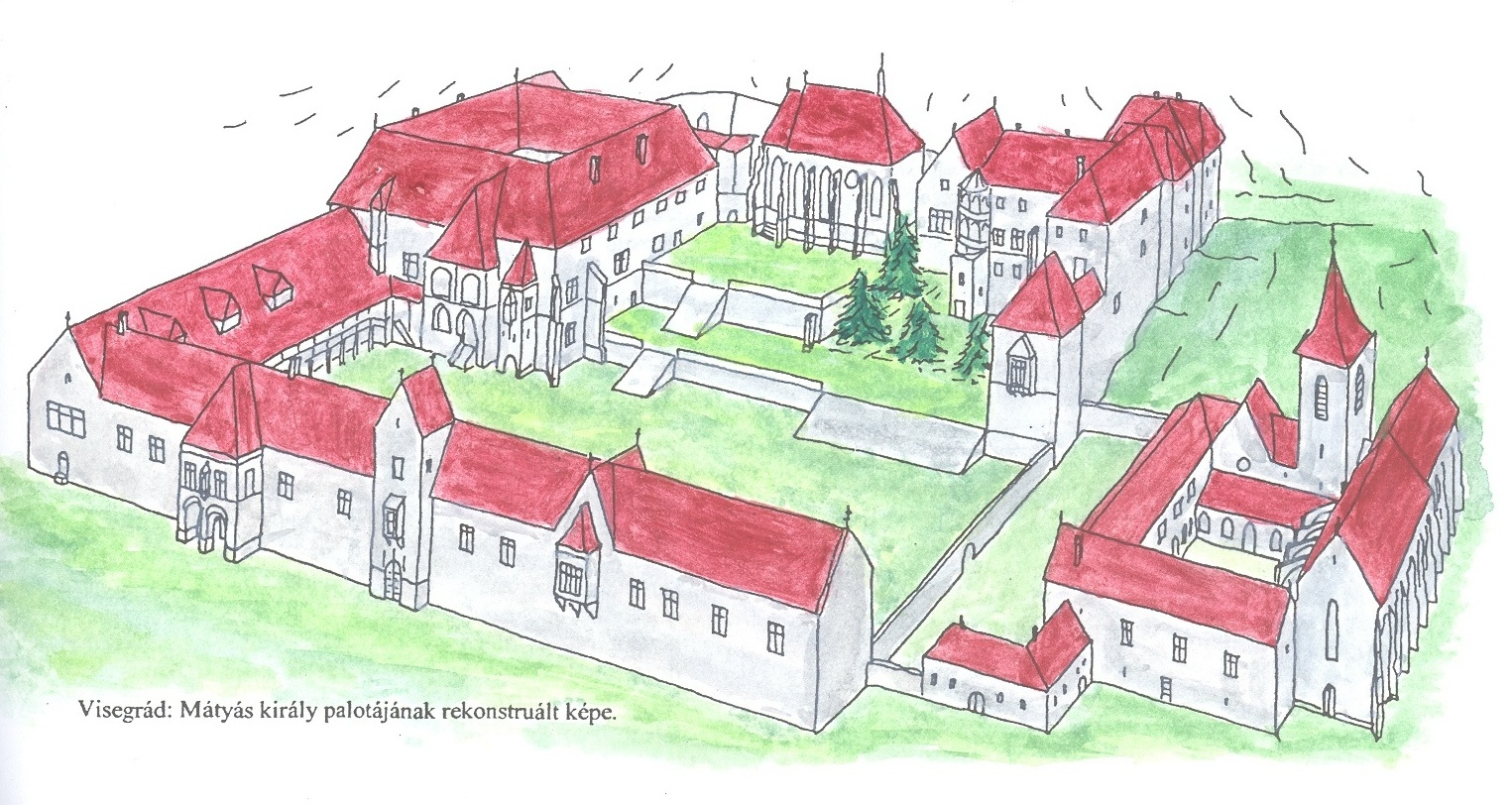
A Mátyás korabeli palota rekonstruált képe
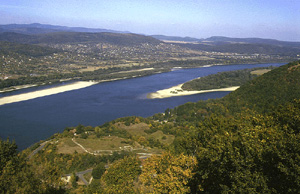
A Sibrik-domb a római erőd és a 11. századi ispáni ház romjaival
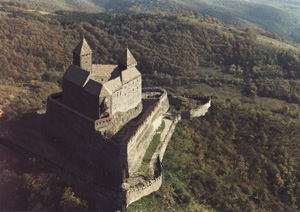
Várrekonstrukció
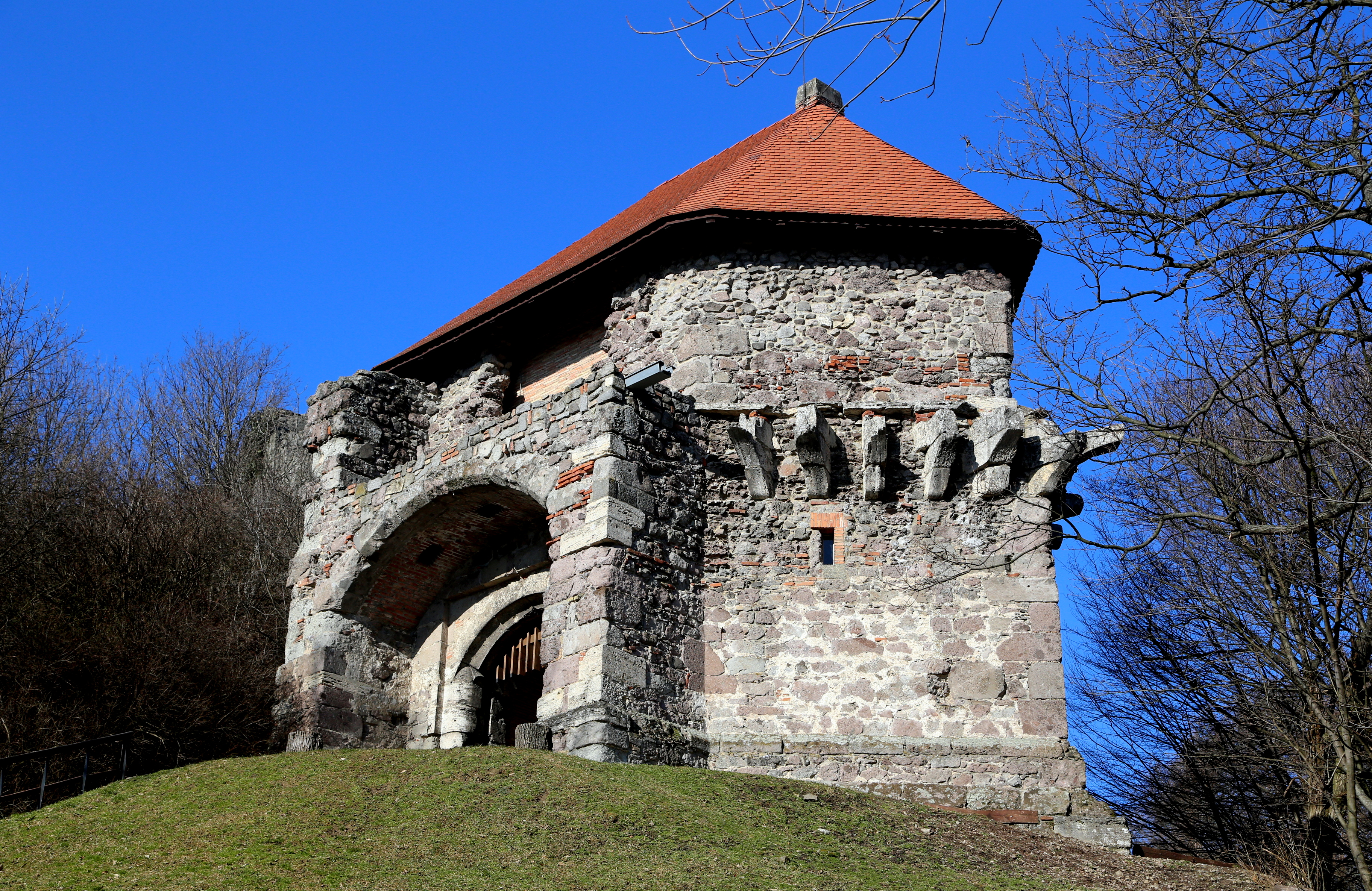
a Fellegvár bejárati bástyája
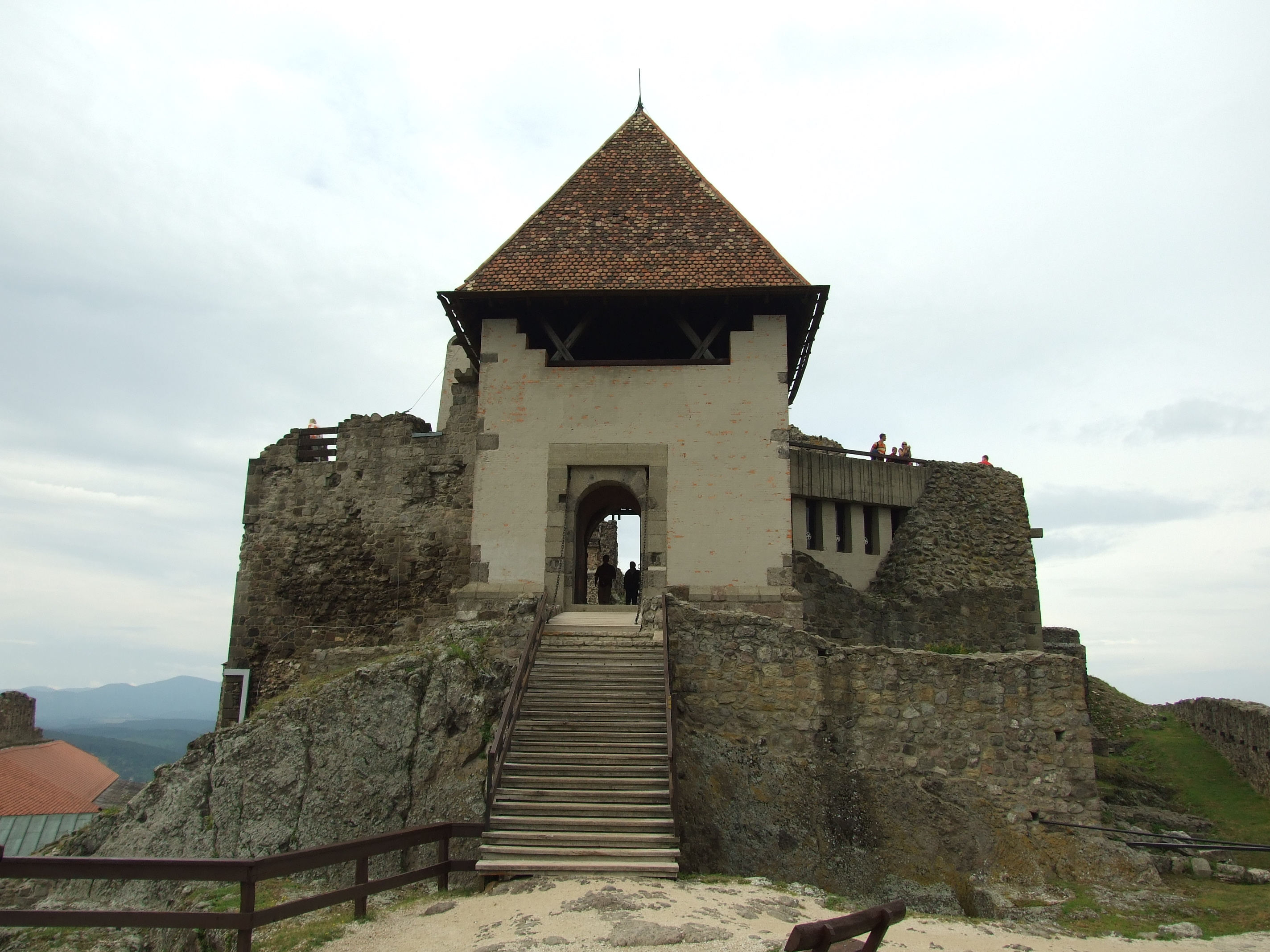
Várkapu
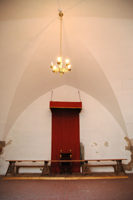
A királyi palota Mátyás-kori lakosztályának rekonstruált ebédlője
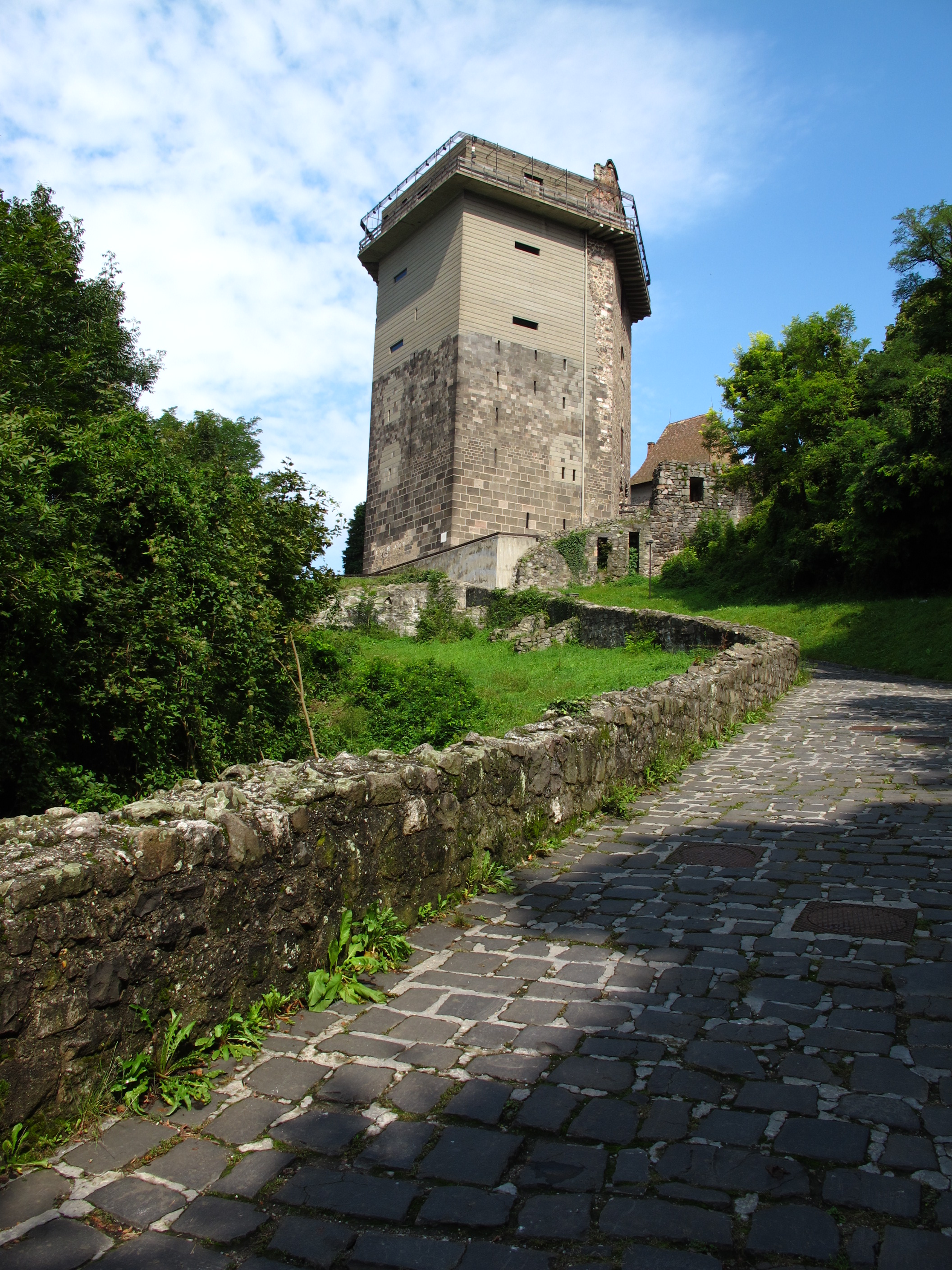
Alsóvár (Salamon-torony)
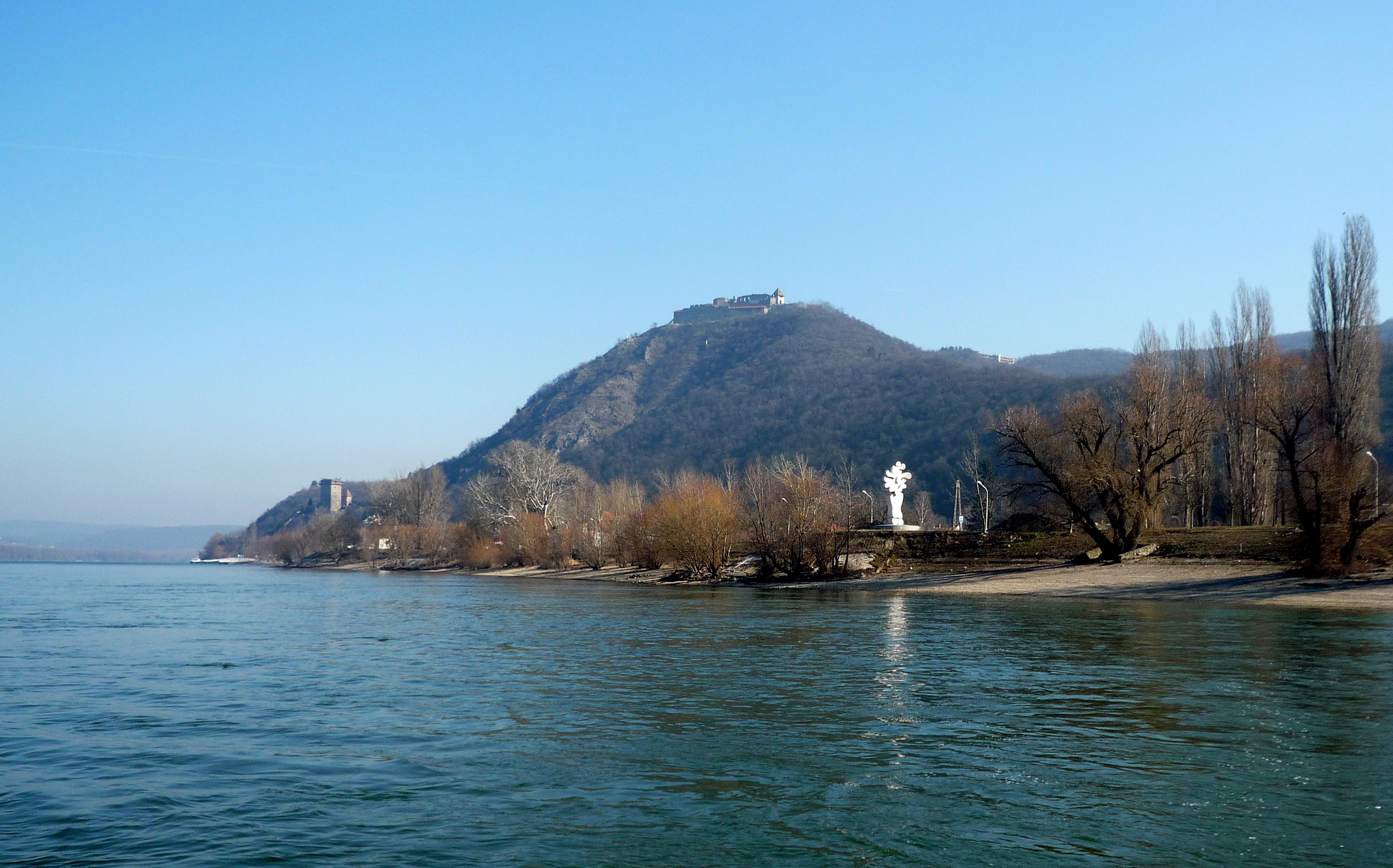
Panoráma a Dunáról
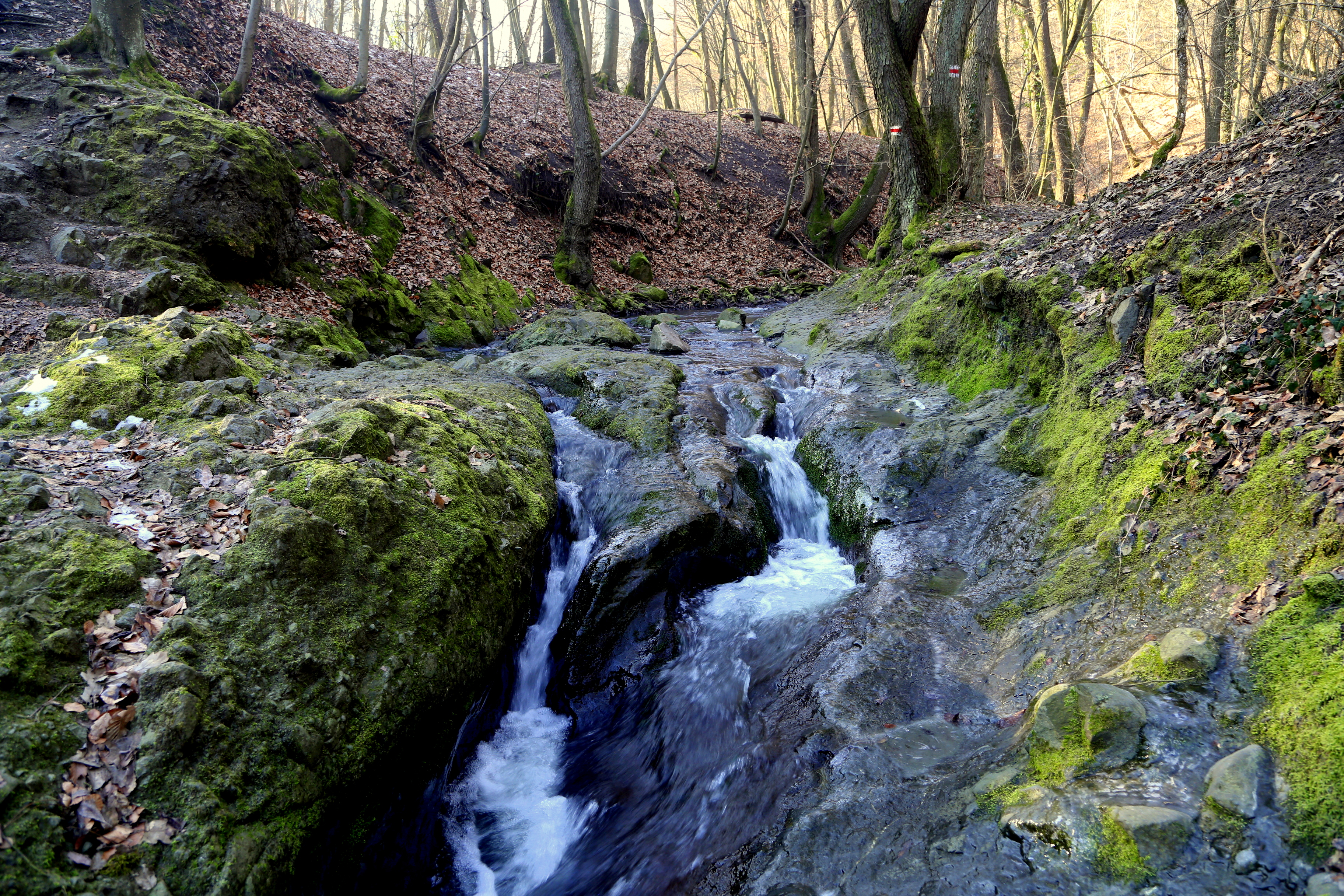
Apátkúti-völgy, Ördögmalom vízesés
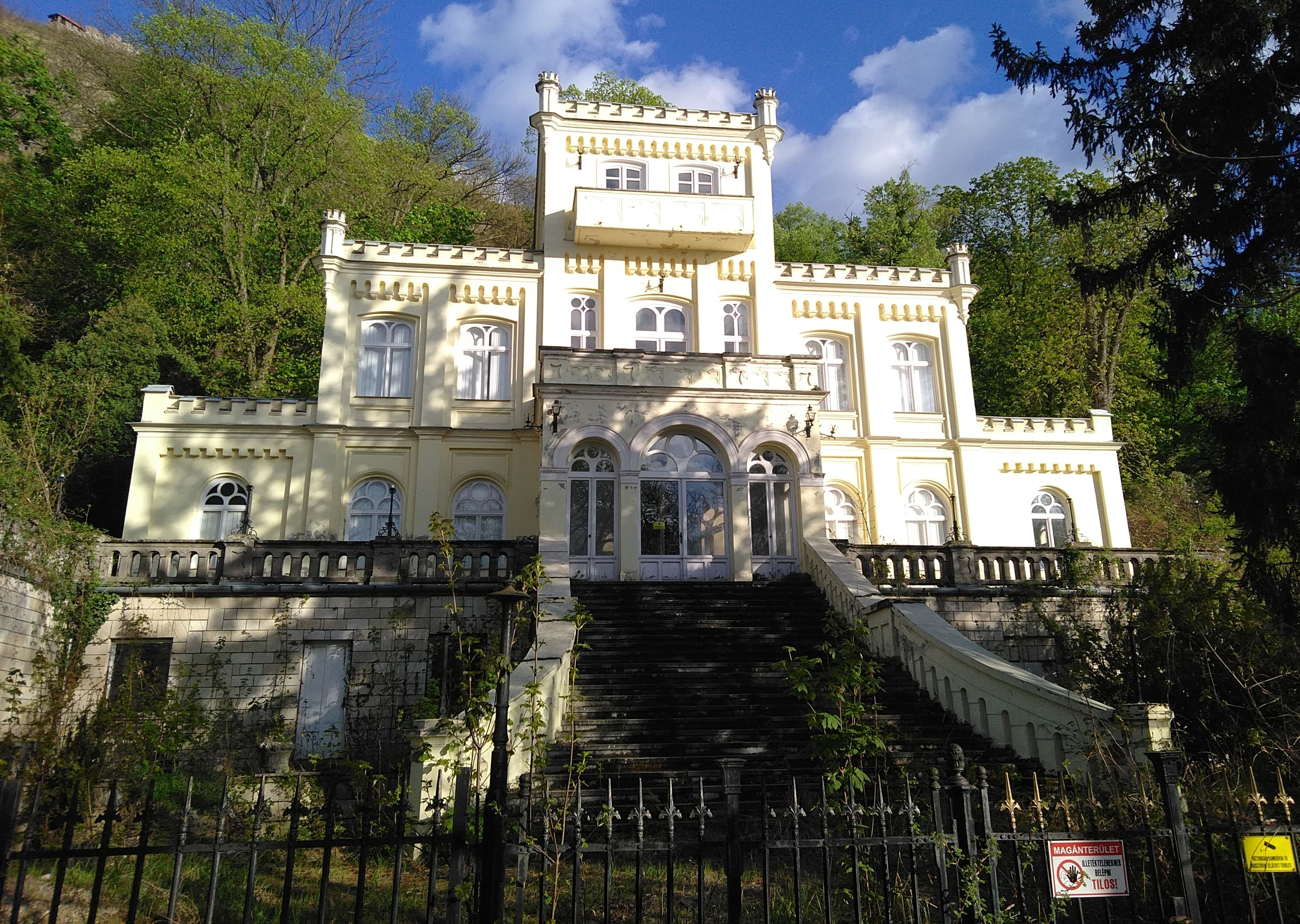
Pálffy-Daun-kastély
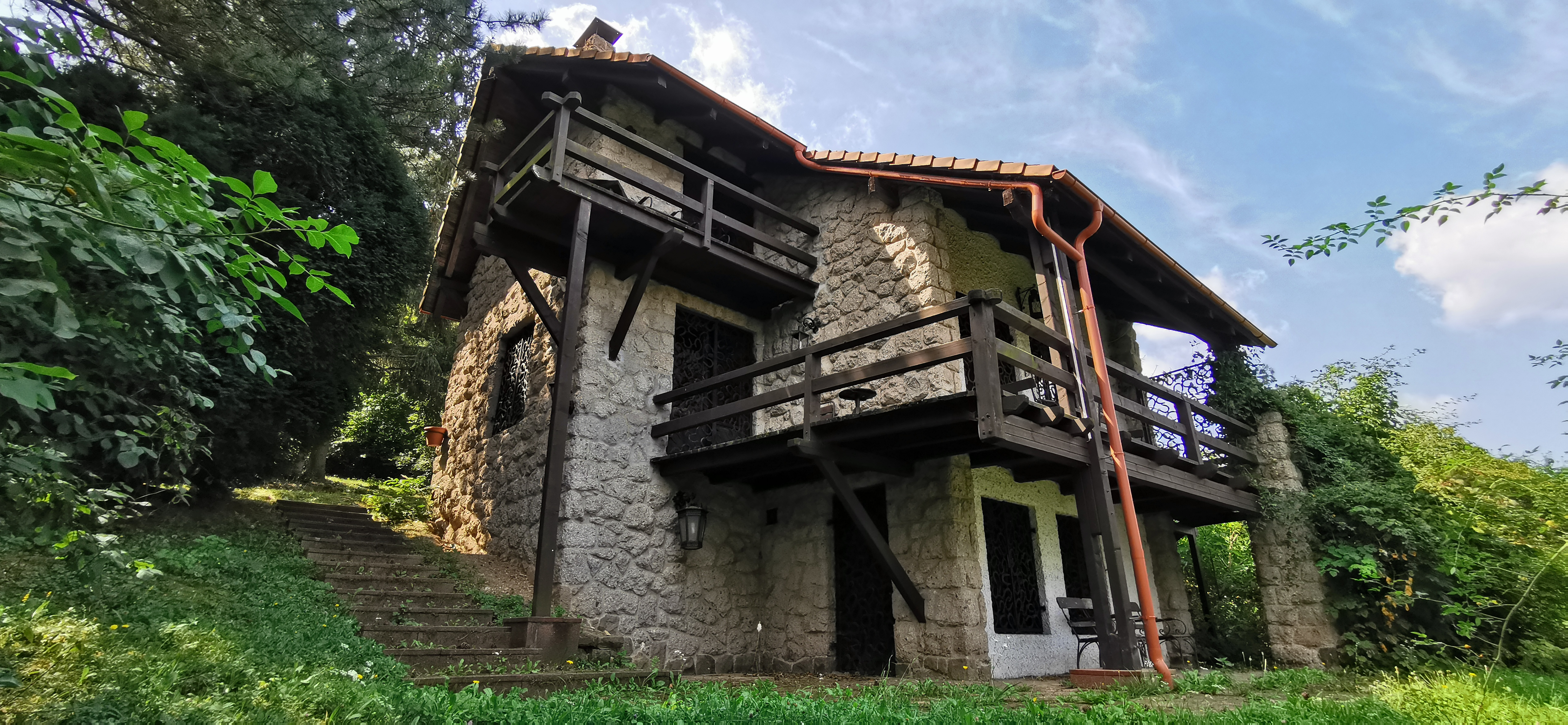
Patkó villa
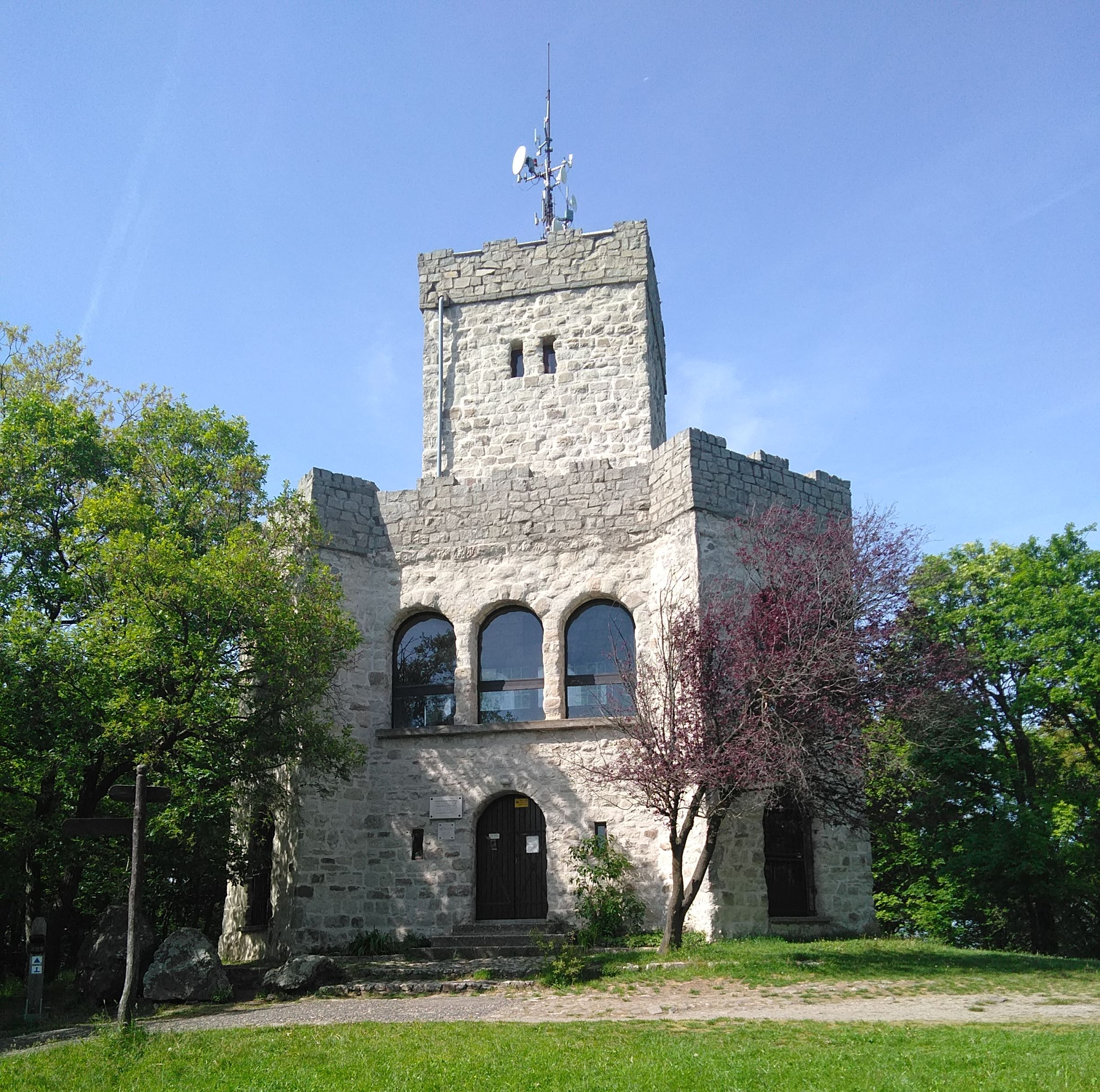
Zsitvay-kilátó
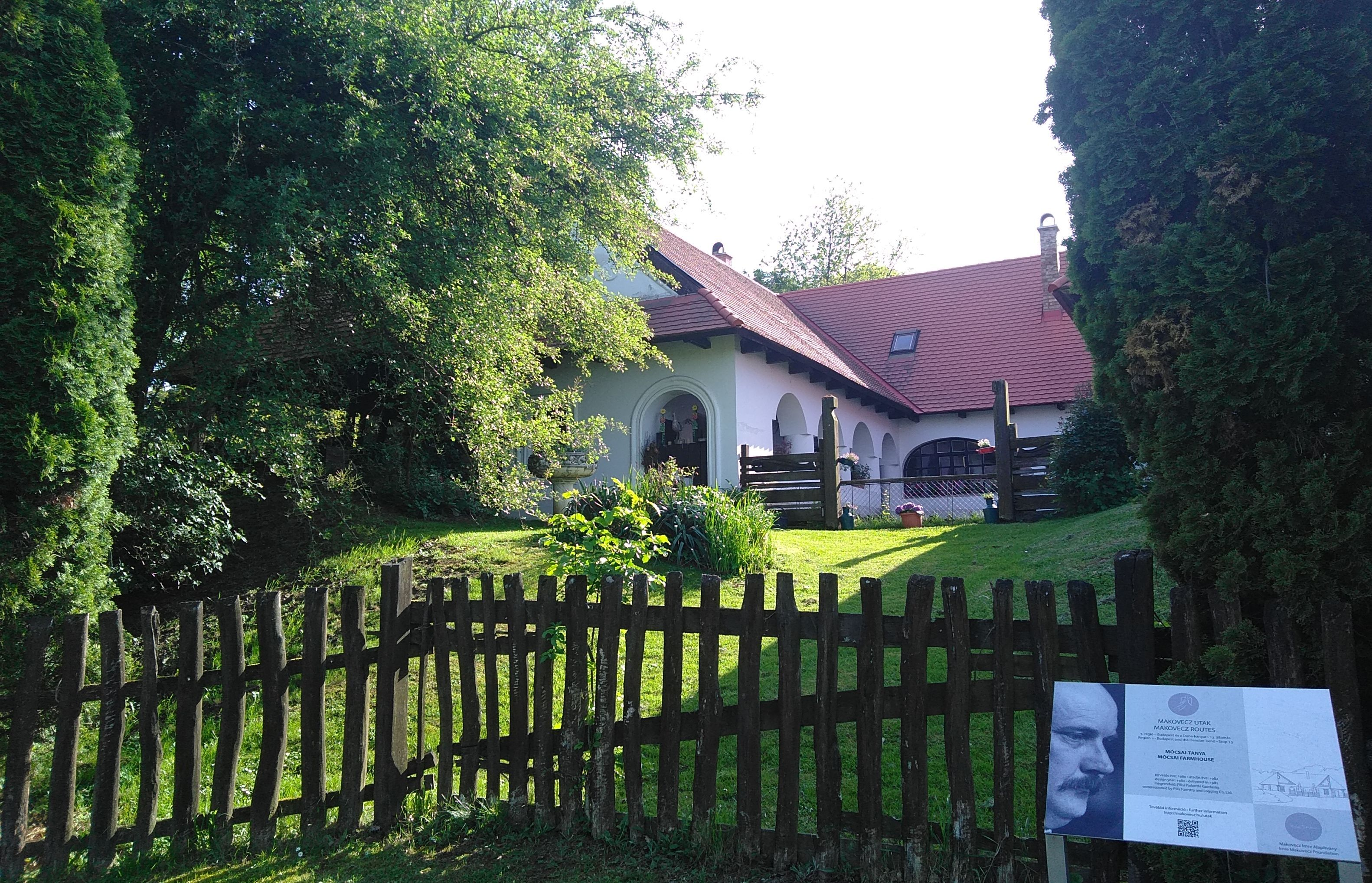
Mócsai-tanya erdészház
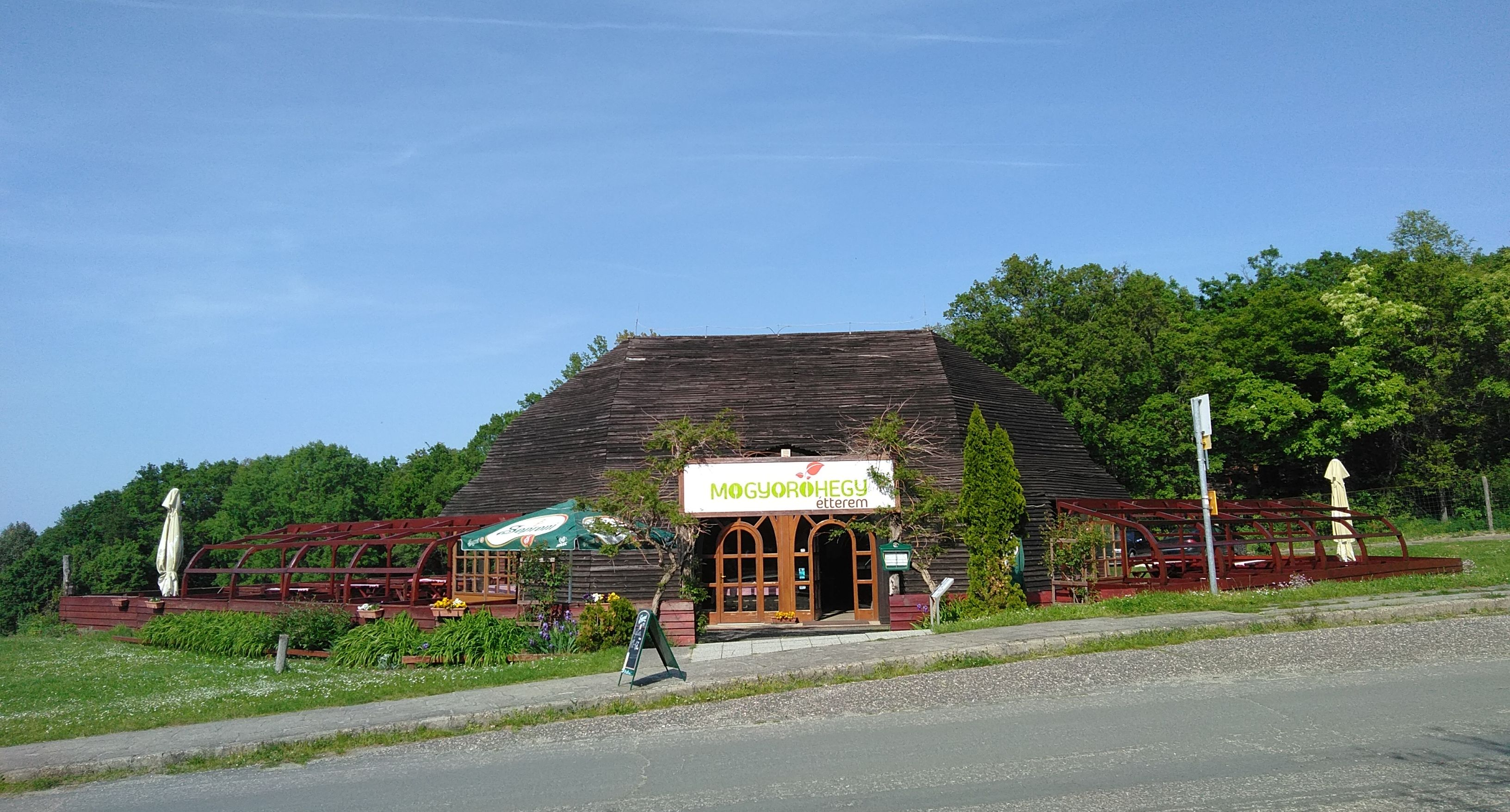
Mogyoróhegy Étterem
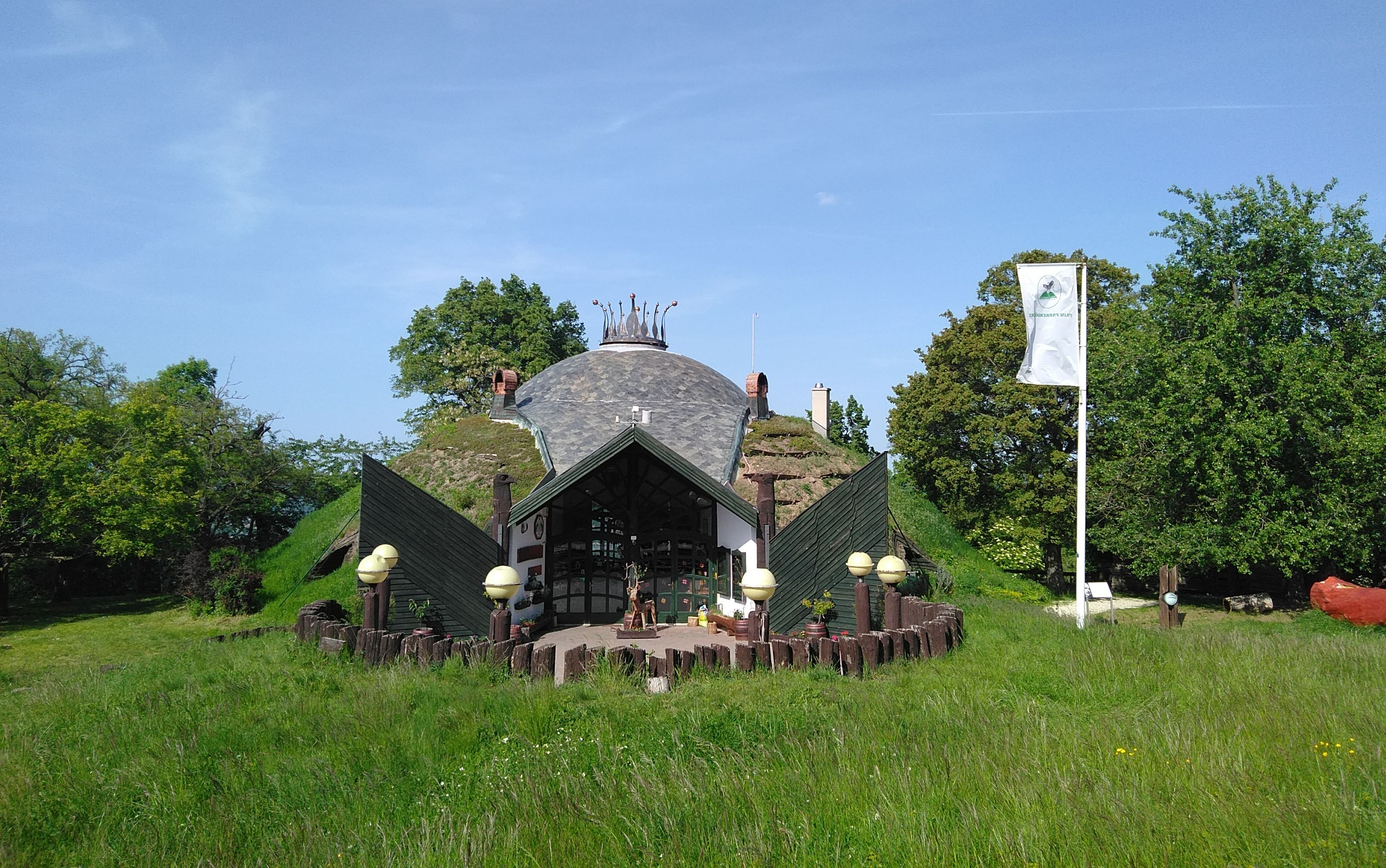
Madas László Erdészeti Erdei Iskola Művelődési Háza

## Forrás
- ↑ Kiss Lajos: Kiss, Lajos. Földrajzi nevek etimológiai szótára. Budapest: Akadémiai (1980). ISBN 963 05 2277 2

### Weboldalak
- Visegrád város honlapja
- Mátyás Király Múzeum honlapja
- Térkép Kalauz – Visegrád
- Visegrád 3D képeken
- Visegrád a www.utikonyvem.hu oldalon
- 360 fokos panoráma a Fellegvárból
- Beatrix királyné és a visegrádi reneszánsz
- Pilis-kutatás

### Könyvek
18. század
- Edward Brown 1673: A Brief Account of Some Travels in Hungaria, Servia, Bulgaria, Macedonia, Thessaly, Austria, Styria, Carinthia, Carniola, and Friuli. London, 32.

19. század
- Henszlmann, I. (1876): Magyarország ó-keresztyén, román és átmeneti stylü mű-emlékeinek rövid ismertetése, (Old-Christian, Romanesque and Transitional Style Architecture in Hungary). Királyi Magyar Egyetemi Nyomda, Budapest
- Viktorin József: Visegrád hajdan és most. Egykori királyi vár és székváros története s leírása különös tekintettel a várromok megóvására; Bickel biz., Bp., 1872
- Szohner József: Az egykori világhírű Visegrádi Vár és királyi székváros története; Légrády, Bp., 1887
- Wagner István: Visegrád (Magaskő) története; Balassa-Gyarmati Ny., Balassagyarmat, 1898

1900–1990
- Laczó Viktor: Visegrád (Magasvár); Müller Ny., Bp., 1909
- Szentendre, Visegrád, Vác; szerk. Dombi József; 4. jav., bőv. kiad.; Székesfővárosi Ny., Bp., 1942 (Budapest székesfőváros iskolai tanulmányi kirándulásai)
- Dercsényi Dezső: Visegrád műemlékei; Közoktatási, Bp., 1951
- Visegrádtól Szentendréig. Lírai utikalauz; szerk. Fábián Zoltán; Athenaeum Ny., Bp., 1967
- Héjj Miklós: A visegrádi királyi palota; Corvina, Bp., 1970
- Cseke László: Visegrád; Panoráma, Bp., 1980 (Magyar városok)
- Szőke Mátyás: Visegrád, Alsóvár, Salamon-torony; TKM Egyesület, Bp., 1987 (Tájak, korok, múzeumok kiskönyvtára)
- Szőke Mátyás: Visegrád, ispánsági központ; TKM Egyesület, Bp., 1986 (Tájak, korok, múzeumok kiskönyvtára)

1990-től napjainkig
- Balla Árpád: Palota a föld alatt. A visegrádi királyi palota ásatása, 1934–1944; Mátyás Király Múzeum, Visegrád, 1993 (Altum castrum)
- A visegrádi királyi palota kápolnája és északkeleti épülete; szerk. Buzás Gergely; Mátyás Király Múzeum, Visegrád, 1994 (Visegrád régészeti monográfiái)
- Laszkovszky J. (1995): Medieval Visegrád. Dissertationes Pannonicae. Universitatis Budapestiensis de Rolando Eötvös Nominata. Budapest
- Buzás Gergely: Visegrád, királyi palota; 9. átdolg. kiad.; TKM Egyesület, Bp., 1996 (Tájak, korok, múzeumok kiskönyvtára)
- Magyar Eszter: Visegrád története, 1684–1756; Pest Megyei Levéltár, Bp., 1998 (Pest megyei levéltári füzetek)
- Brenner József: A visegrádi iskola története 1923-tól 1953-ig; szerk. Mezei Anna; Önkormányzat, Visegrád, 1998
- Királyi és koronázó városok. Székesfehérvár, Veszprém, Visegrád, Esztergom; szerk. Sitku Sándorné et al.; KSH, Bp., 2000
- Magyar Eszter: Visegrád; szerk. Egey Tibor; Száz Magyar Falu Könyvesháza Kht., Bp., 2000 (Száz magyar falu könyvesháza)
- Buzás Gergely: Giovanni Dalmata Herkules-kútja a visegrádi királyi palotában; közrem. Réti Mária, Szőnyi Endre, szerk. Éri István; TKM Egyesület–Mátyás Király Múzeum, Bp.–Visegrád, 2001
- Visegrádi építésztáborok, 1981–2001; szerk. Salamin Ferenc, Álmosdi Árpád, ford. Frank Orsolya; Kós Károly Alapítvány, Bp., 2002
- Iván László: A visegrádi vár története a kezdetektől 1685-ig; közrem. Hegyi Klára írta; Mátyás Király Múzeum, Visegrád, 2004
- Visegrád; szerk. Buzás Gergely; 2. átdolg. kiad.; Mátyás Király Múzeum, Visegrád, 2005 (Altum castrum)
- Buzás Gergely–Szőke Mátyás: Visegrád, fellegvár; TKM Egyesület, Bp., 2005 (Tájak, korok, múzeumok kiskönyvtára)
- Gróf Péter–Gróh Dániel: Visegrád római emlékei; Mátyás Király Múzeum, Visegrád, 2006 (Altum castrum)
- A visegrádi fellegvár; szerk. Buzás Gergely; Mátyás Király Múzeum, Visegrád, 2006 (Visegrád régészeti monográfiái)
- Mészáros Orsolya: A késő középkori Visegrád város története és helyrajza; MNM Mátyás Király Múzeum, Visegrád, 2009
- Vörös Ákos: A Visegrádi Református Egyházközség története; Visegrádi Református Egyházközség, Visegrád, 2009
- Zágoni Balázs: Kincses képeskönyv – Visegrád; Projectograph, Kolozsvár, 2009
- Visegrád a török korban, 1526–1685; szerk. Kováts István; Mátyás Király Múzeum–Ász Studio, Visegrád–Komárno, 2010 (Altum castrum)
- Cseke László: Visegrád ezer éve. Almanach, 1009–2009; Önkormányzat, Visegrád, 2010
- Gánti Tibor: Visegrád, a Fellegvár az Felleg-vár; Gánti Tiborné, Nagymaros, 2010
- A visegrádi királyi palota; szerk. Buzás Gergely, Orosz Krisztina; MNM Mátyás Király Múzeum, Bp.–Visegrád, 2010
- Gróf Péter–Gróh Dániel: A római limes emlékei Visegrádon; KÖH, Visegrád–Bp., 2011 (Vezető a római limes világörökségre jelölt magyarországi helyszínein)
- Visegrád; Szülőföld, Gencsapáti, 2012 (Magyarország kincsestára...)
- Bene Béla: Visegrádi napszentület. Dämmerstunden; Kairosz, Bp., 2017 (Féltett kishazák)
- Kováts István: Visegrád évezredei. Állandó régészeti kiállítás a Salamon-toronyban; MNM Mátyás Király Múzeum, Visegrád, 2017 (Altum castrum)
- Buzás Gergely: A királyok Visegrádja; Mátyás Király Múzeum, Visegrád, 2018
- Fehér Ildikó–Görbe Katalin: A visegrádi Keresztelő Szent János-oltárkép. A plébániatemplom újonnan restaurált barokk festménye; Keresztelő Szt. János Visegrád Alapítvány–Donátor Alapítvány, Visegrád–Bp., 2018